# Список эпизодов телесериала «Женаты… с детьми»
Ниже представлен список эпизодов ситуационной комедии телекомпании Fox «Женаты… с детьми». Сериал начался с эпизода «The Pilot» 5 апреля 1987 года и завершился 9 июня 1997 года эпизодом «Chicago Shoe Exchange».
Всего было снято 259 эпизодов (не включая спецвыпуски) сериала «Женаты… с детьми». Все 11 сезонов вышли на DVD для первого региона. Список сортирован по номеру эпизода и разбит по сезонам. Жёлтым подсвечены спецвыпуски сериала.

## Сезоны
| Сезон | Сезон | Серии | Даты выхода                 | Даты выхода                 | Даты DVD релизов |
| Сезон | Сезон | Серии | Премьера                    | Финал                       | Регион 1         |
| ----- | ----- | ----- | --------------------------- | --------------------------- | ---------------- |
|       | 1     | 13    | 5 апреля 1987               | 28 июня 1987                | 28 октября 2003  |
|       | 2     | 22    | 27 сентября 1987            | 1 мая 1988                  | 16 марта 2004    |
|       | 3     | 22    | 6 ноября 1988               | 27 августа 1989             | 25 января 2005   |
|       | 4     | 23    | 3 сентября 1989             | 13 мая 1990                 | 30 августа 2005  |
|       | 5     | 25    | 23 сентября 1990            | 19 мая 1991                 | 20 июня 2006     |
|       | 6     | 26    | 8 сентября 1991             | 17 мая 1992                 | 19 декабря 2006  |
|       | 7     | 26    | 13 сентября 1992            | 23 мая 1993                 | 18 сентября 2007 |
|       | 8     | 26    | 5 сентября 1993             | 22 мая 1994                 | 18 марта 2008    |
|       | 9     | 26    | 4 сентября 1994             | 21 мая 1995                 | 19 августа 2008  |
|       | 10    | 26    | 17 сентября 1995            | 26 мая 1996                 | 17 марта 2009    |
|       | 11    | 24    | 29 сентября 1996            | 9 июня 1997                 | 13 октября 2009  |
| Всего | Всего | 259   | 5 апреля 1987 — 9 июня 1997 | 5 апреля 1987 — 9 июня 1997 | 27 сентября 2011 |

### Сезон 1:  Апрель 1987
Первый сезон «Женаты... с детьми» знакомит нас с основными персонажами телесериала: Эл, Пэгги, Келли и Бад Банди, а также Стивом и Марси — их соседями. Сезон отличается от других тем, что в нём, в отличие от последующих, можно видеть как Пэгги работает по дому и ведёт обычный образ жизни для домохозяйки. В этом сезоне также Эл впервые называет Марси «курицей» (в английском так называют трусов). Также в этом сезоне говорится, что Пэгги выбралась из глубинки.
| № | Дата показа     | Оригинальное название             | Русское название                  | сценаристы                  | Режиссёр      |
| --- | --------------- | --------------------------------- | --------------------------------- | --------------------------- | ------------- |
| 1.01 | 5 апреля, 1987  | The Pilot                         | Пилотная серия                    | Майкл Дж. Мой, Рон Ливитт   | Линда Дэй     |
| Эл и Пэгги Банди — рядовая семья из Чикаго. Раньше у Эла и Пэгги не было близких друзей. Но тут у них появляются новые соседи Стив и Марси Роадс. До встречи с семейством Банди они были обычной счастливой парой…                                                                 |                 |                                   |                                   |                             |               |
| 1.02 | 12 апреля, 1987 | Thinnergy                         | Энергошейпинг                     | Майкл Дж. Мой, Рон Ливитт   | Линда Дэй     |
| Марси даёт Пэгги почитать книгу «Энергошейпинг», которая рассказывает о здоровье. Под впечатлением прочитанного, Пэгги садится на строгую диету и пытается заставить семейство последовать её примеру. Но семья сильно сопротивляется этому.                                       |                 |                                   |                                   |                             |               |
| 1.03 | 19 апреля, 1987 | But I Didn’t Shoot the Deputy     | Но я не стрелял в помощника       | Рон Бурла                   | Линда Дэй     |
| Семья Банди и их соседи Роадсы узнали о грабеже по соседству. Мужчины решили обезопасить свои дома. Эл купил пистолет. Стив купил собаку. Однажды ночью Эл услышал шум и пристрелил соседскую собаку, решив, что это грабитель.                                                    |                 |                                   |                                   |                             |               |
| 1.04 | 26 апреля, 1987 | Whose Room is it Anyway?          | Чья эта комната, в конце концов?  | Марси Восберг, Сэнди Спранг | Зейн Базби    |
| Стив и Марси решили пристроить к дому дополнительную комнату, это позволит сэкономить на налогах. Эл пытается убедить Стива построить комнату для бильярда, а Пэгги и Марси хотят тренажёрный зал.                                                                                 |                 |                                   |                                   |                             |               |
| 1.05 | 3 мая, 1987     | Have You Driven a Ford Lately?    | Ты когда-нибудь водил Форд?       | Кэтрин Грин, Ричард Гурман  | Линда Дэй     |
| Эл и Стив окончательно сдружились. У них нашлось общее хобби — ремонт старого Мустанга. Пэгги и Марси вместе обсуждают своих мужей. |                 |                                   |                                   |                             |               |
| 1.06 | 10 мая, 1987    | Sixteen Years and What Do You Get | Шестнадцать лет и что ты получил? | Кэтрин Грин, Ричард Гурман  | Линда Дэй     |
| Эл не может купить подарок для Пэгги в честь 16-летия их совместной жизни, так как его кредитная карточка, кажется, заблокирована. |                 |                                   |                                   |                             |               |
| 1.07 | 17 мая, 1987    | Married… without Children         | Женаты… без детей                 | Ральф Фаркер                | Линда Дэй     |
| В попытке приукрасить семейную жизнь, Эл и Пэгги отправляются в отель, пока Стив и Марси остаются присматривать за Бадом и Келли. Роадсы вскоре выясняют, что, согласившись присмотреть за детишками Банди, совершили большую ошибку, так как дети устраивают страшный беспорядок. |                 |                                   |                                   |                             |               |
| 1.08 | 24 мая, 1987    | The Poker Game                    | Игра в покер                      | Майкл Дж. Мой, Рон Ливитт   | Брайан Левант |
| Эл приглашает Стива поиграть в покер, и Стив проигрывает свой чек с зарплатой Элу. Боясь признаться в этом Марси, Стив пробует уговорить Пэгги отдать обратно его чек. |                 |                                   |                                   |                             |               |
| 1.09 | 31 мая, 1987    | Peggy Sue Got Work                | Пэгги получила работу             | Эллен Л. Фогл               | Линда Дэй     |
| Пэгги хочет приобрести видеомагнитофон, но Эл не собирается его покупать. Тогда она начинает работать в магазине исключительно ради денег, что дискредитирует её и отношение Эла к ней.                                                                                            |                 |                                   |                                   |                             |               |
| 1.10 | 7 июня, 1987    | Al loses his Cherry               | Эл теряет свою вишенку            | Марси Восберг, Сэнди Спранг | Арландо Смит  |
| Иногда Эл проводит время в доме Люка Вентуры после изматывающей его борьбы с Пэгги. |                 |                                   |                                   |                             |               |
| 1.11 | 14 июня, 1987   | Nightmare on Al’s Street          | Кошмар на улице Эла               | Майкл Дж. Мой               | Линда Дэй     |
| Стив уезжает по делам, а у Марси появляются сексуальные фантазии, в которых неожиданно присутствует Эл. Марси становится настолько не по себе, что она сообщает об этом Пэгги, которая пытается дать ей совет о том, как избежать сексуальных фантазий с её мужем.                 |                 |                                   |                                   |                             |               |
| 1.12 | 21 июня, 1987   | Where’s the Boss?                 | Где же босс?                      | Марси Восберг, Сэнди Спранг | Линда Дэй     |
| Полагая, что его босс умер, Эл пытается найти другую работу, пока вдруг не получает зарплату и аванс. |                 |                                   |                                   |                             |               |
| 1.13 | 28 июня, 1987   | Johnny Be Gone                    | Джонни, будь здоров!              | Кэтрин Грин, Ричард Гурман  | Линда Дэй     |
| Эл и Пэгги опаздывают, собираясь пойти на закрытие их любимой закусочной, как раз в это время Бад и Келли требуется их помощь. Тем временем Стив и Марси готовят вечеринку для очень важных гостей.                                                                                |                 |                                   |                                   |                             |               |

### Сезон 2: Сентябрь 1987— май 1988
В начале сезона, Келли показана, как обычная девушка с обычным интеллектом. Но к концу сезона, её характер и всемирноизвестная глупость стали образующие в персонаже. Также в этом сезоне первый раз упоминается фраза «Bundy Cheer» и первый раз сообщается, что семья живёт в Чикаго.
| № | Дата показа       | Оригинальное название               | Русское название                           | сценаристы                  | Режиссёр    |
| --- | ----------------- | ----------------------------------- | ------------------------------------------ | --------------------------- | ----------- |
| 2.01 | 27 сентября, 1987 | Poppy’s By the Tree, Part 1         | Поппи у дерева, часть 1                    | Майкл Дж. Мой, Рон Ливитт   | Линда Дэй   |
| Банди едут отдыхать во Флориду и останавливаются в запущенном, грязном мотеле. Проблемы опережают их, когда бывший киллер, ненавидящий туристов, также появляется там.                                                           |                   |                                     |                                            |                             |             |
| 2.02 | 27 сентября, 1987 | Poppy’s By the Tree, Part 2         | Поппи у дерева, часть 2                    | Майкл Дж. Мой, Рон Ливитт   | Линда Дэй   |
| Бывший киллер похищает Пэгги, теперь Эл должен спасти её. |                   |                                     |                                            |                             |             |
| 2.03 | 4 октября, 1987   | If I Were a Rich Man                | Если бы я был богачом                      | Рон Бурла                   | Линда Дэй   |
| Эл и Стив приходят в банк, где Стив хранит деньги, и на следующий день банк объявляет о пропаже одного миллиона долларов. Пэгги и дети, узнав об этом, подозревают, что Эл украл деньги и что они теперь богатая семья.          |                   |                                     |                                            |                             |             |
| 2.04 | 11 октября, 1987  | Buck Can Do It                      | Бак может делать это                       | Марси Восберг, Сэнди Спранг | Линда Дэй   |
| Один из соседей Банди угрожает подать на них в суд, когда собака Банди пытается подружиться с их собакой. Соседи просят Банди унять пса, что Эл отказывается делать.                                                             |                   |                                     |                                            |                             |             |
| 2.05 | 18 октября, 1987  | Girls Just Want to Have Fun, Part 1 | Девочки просто хотят повеселиться, часть 1 | Трэйси Гэмбл, Ричард Ваци   | Линда Дэй   |
| Марси и Стив ссорятся, что приводит Марси к Пэгги и её друзьям, которые отправляются в стрип-клуб, где Марси нечаянно теряет своё обручальное кольцо… в весьма пикантном месте.                                                  |                   |                                     |                                            |                             |             |
| 2.06 | 18 октября, 1987  | Girls Just Want to Have Fun, Part 2 | Девочки просто хотят повеселиться, часть 2 | Трэйси Гэмбл, Ричард Ваци   | Линда Дэй   |
| Эл получает обручальное кольцо Марси, теперь женский секрет становится известен мужчинам. Эл убеждает Стива дать почувствовать Марси её вину перед ним и одновременно допрашивает Пегги, зачем ей понадобился стриптиз клуб?     |                   |                                     |                                            |                             |             |
| 2.07 | 25 октября, 1987  | For Whom the Bell Tolls             | По ком звонит звонок?                      | Ричард Гурман, Кэтрин Грин  | Линда Дэй   |
| Телефонная компания отключает связь в доме Банди после того, как Эл отказывается платить за звонок, которые он не совершал. Это раздражает Пэгги, Келли, и всех соседей.                                                         |                   |                                     |                                            |                             |             |
| 2.08 | 1 ноября, 1987    | Born to Walk                        | Рождённый ходить                           | Джон Ворхауз                | Линда Дэй   |
| Эл заваливает экзамен по вождению, чтобы продлить свои водительские права, тогда как в этот же день Келли получает свои. |                   |                                     |                                            |                             |             |
| 2.09 | 8 ноября, 1987    | Alley of the Dolls                  | Аллея кукол                                | Сэнди Спранг, Марси Восберг | Линда Дэй   |
| Пэгги встречается со старой соперницей по школе, и две семьи снова ставят вопрос о первенстве на соревнованиях по боулингу. Когда семья Банди теряет одного игрока, Стив должен вступить в игру, чтобы помочь друзьям.           |                   |                                     |                                            |                             |             |
| 2.10 | 10 ноября, 1987   | The Razor’s Edge                    | Лезвие бритвы                              | Эллен Л. Фогл               | Джерри Коэн |
| Ссора Стива с Марси по поводу недавно появившейся у него бороды приводит к тому, что Стив проводит несколько ночей у Банди, чему каждый несказанно рад… кроме Пэгги и Марси.                                                     |                   |                                     |                                            |                             |             |
| 2.11 | 22 ноября, 1987   | How Do You Spell Revenge?           | Как звучит отмщение?                       | Ральф Фаркер                | Линда Дэй   |
| Эл пытается улучшить навыки Пэгги по софтболу, тогда как парень Келли просит её сделать татуировку в доказательство их взаимной любви.                                                                                           |                   |                                     |                                            |                             |             |
| 2.12 | 6 декабря, 1987   | Earth Angel                         | Земной ангел                               | Эллен Л. Фогл               | Линда Дэй   |
| Бад встречает в парке 21-летнюю творчески одарённую студентку и приводит её в дом Банди. Кажется, что всем она понравилась, кроме Марси, которая собирается избавиться от неё.                                                   |                   |                                     |                                            |                             |             |
| 2.13 | 20 декабря, 1987  | You Better Watch Out                | Лучше поостерегись                         | Кэтрин Грин, Ричард Гурман  | Линда Дэй   |
| Рождественский эпизод рассказывает историю о Санта-Клаусе, который немного опоздал и упал с санок прямо на владения Банди. |                   |                                     |                                            |                             |             |
| 2.14 | 10 января, 1988   | Guys and Dolls                      | Парни и куколки                            | Сэнди Спранг, Марси Восберг | Линда Дэй   |
| Эл и Стив должны отправиться на поиски старой куклы Барби, которую они променяли на две редкие бейсбольные карты, не зная, что это любимая кукла Марси, которую она хотела бы сохранить.                                         |                   |                                     |                                            |                             |             |
| 2.15 | 24 января, 1988   | Build a Better Mousetrap            | Построй мышеловку получше                  | Рон Ливитт, Майкл Дж. Мой   | Линда Дэй   |
| Коварная мышь пробирается в дом Банди. Беря ответственность на себя, и отказавшись от вызова специалиста, Эл решает убить мышь, даже если это означает, что он должен разнести весь дом.                                         |                   |                                     |                                            |                             |             |
| 2.16 | 7 февраля, 1988   | Master the Possibilities            | Мастер возможностей                        | Рон Ливитт, Майкл Дж. Мой   | Линда Дэй   |
| Почтальон доставляет кредитную карту с деньгами, выделенными для собаки, и Банди начинают тратить их. |                   |                                     |                                            |                             |             |
| 2.17 | 14 февраля, 1988  | Peggy Loves Al, Yeah, Yeah, Yeah    | Пэгги любит Эла, да, да, да                | Ральф Фаркер                | Джерри Коэн |
| В День Св. Валентина Бад ждёт свою первую «валентинку», а у Келли их множество, так что трудно выбрать, Стив планирует увезти Марси на Гавайи, а Пэгги мечтает, чтобы Эл просто сказал ей «я люблю тебя».                        |                   |                                     |                                            |                             |             |
| 2.18 | 21 февраля, 1988  | The Great Escape                    | Великое спасение                           | Эллен Л. Фогл               | Линда Дэй   |
| В доме Банди травят насекомых, поэтому семейка вынуждена провести ночь в обувном магазине, откуда Келли пытается ускользнуть на рок-концерт.                                                                                     |                   |                                     |                                            |                             |             |
| 2.19 | 28 февраля, 1988  | Impo-Dent                           | «Вмятино-потент»                           | Сэнди Спранг, Марси Восберг | Джерри Коэн |
| Марси оставляет вмятину на новом автомобиле Стива и горько сожалеет об этом. Месть Стива страшна, он объявляет, что по вине Марси он стал импотентом и теперь Марси должна отработать вину в качестве его персональной служанки. |                   |                                     |                                            |                             |             |
| 2.20 | 6 марта, 1988     | Just Married… with Children         | Молодожёны… с детьми                       | Эллен Л. Фогл               | Линда Дэй   |
| Заполнив анкету Роадсов, Эл и Пэгги приходят на шоу для новобрачных «Как я люблю тебя», выдавая себя за Стива и Марси. |                   |                                     |                                            |                             |             |
| 2.21 | 13 марта, 1988    | Father Lode                         | Залежь отца                                | Джерри Перзиган             | Линда Дэй   |
| Эл пытается сохранить свой выигрыш от гонок в секрете, в то время как Пэгги забирается в его кошелек. |                   |                                     |                                            |                             |             |
| 2.22 | 1 мая, 1988       | All in the Family                   | Все в семье                                | Марси Восберг, Сэнди Спранг | Линда Дэй   |
| Деревенские родственники Пэгги навещают её семью: воинственные дядюшки, поющие тетушки, чья сольная карьера угрожает быть разрушенной Элом.                                                                                      |                   |                                     |                                            |                             |             |

### Сезон 3: Ноябрь 1988— май 1989
2 версия заставки. Этот сезон был отмечен большим ростом популярности шоу после действий Тэрри Ракольта, связанных с объявлением бойкота сериала сразу после выхода эпизода «Her Cups Runneth Over». Также этот сезон содержал потерянный эпизод «I'll See You in Court», который был показан через несколько лет, после выхода сериала.
| № | Дата показа      | Оригинальное название            | Русское название                        | Сценарий                              | Режиссёр            |
| --- | ---------------- | -------------------------------- | --------------------------------------- | ------------------------------------- | ------------------- |
| 3.01 | 27 ноября, 1988  | He Thought He Could              | Он думал, что он мог                    | Ральф Фаркер                          | Джерри Коэн         |
| Эл обнаруживает, что у него хранится с 1957 года библиотечная книга «Паровозик, который смог» (в разных переводах "Паровозик" зовется "Моторчиком"). Он идет в библиотеку, чтобы вернуть книгу, и встречает ту же самую толстую библиотекаршу, которая выдавала её в 1957 году. |                  |                                  |                                         |                                       |                     |
| 3.02 | 20 ноября, 1988  | I’m Going to Sweatland           | Я иду в Потленд                         | Памела Вик, Сусанн Кридланд Вик       | Джерри Коэн         |
| Пэгги уверена, что видела Элвиса, Марси тоже замечает яркое пятно, напоминающее цветом одежду Элвиса, но на рубашке Эла. Поклонники Элвиса прибывают в местечко, где живут Банди, толпами, чтобы только посмотреть. |                  |                                  |                                         |                                       |                     |
| 3.03 | 11 декабря, 1988 | Poke High                        | Высокий прыжок                          | Марси Восберг, Сэнди Спранг           | Джерри Коэн         |
| Футболист, ученик средней школы, угрожает побить рекорд Эла. |                  |                                  |                                         |                                       |                     |
| 3.04 | 6 ноября, 1988   | The Camping Show                 | Кемпинг-шоу                             | Майкл Дж. Мой, Рон Ливитт             | Джерри Коэн         |
| Ещё одни выходные проходят впустую для Роадсов и Банди, когда у Пэгги, Келли и Марси — у всех женщин одновременно — наступает исключительный период, отдаляющий мужчин. |                  |                                  |                                         |                                       |                     |
| 3.05 | 8 января, 1989   | A Dump of My Own                 | Моя собственная дыра                    | Майкл Дж. Мой, Рон Ливитт             | Джерри Коэн         |
| Эл планирует воплотить свою мечту — построить эксклюзивный туалет в гараже. |                  |                                  |                                         |                                       |                     |
| 3.06 | 15 января, 1989  | Her Cups Runneth Over            | Подарок ко дню рождения                 | Марси Восберг, Сэнди Спранг           | Джерри Коэн         |
| Эл и Стив отправляются в модный бутик, чтобы купить Пэгги новый бюстгальтер на день рождения. |                  |                                  |                                         |                                       |                     |
| 3.07 | 29 января, 1989  | The Bald and the Beautiful       | Лысый и красивый                        | Жуль Дэннис, Ричард Мюллер            | Джон Сгуэлья        |
| Стив обнаруживает, что начинает лысеть, и за компанию убеждает Эла, что с ним происходит то же самое. |                  |                                  |                                         |                                       |                     |
| 3.08 | 5 февраля, 1989  | The Gypsy Cried                  | Предсказательница                       | Ричард Гурман                         | Джерри Коэн         |
| Когда предсказания, данные Элу, Пэгги и Стиву, сбываются, Марси начинает бояться, что её тоже сбудется — а ей была предсказана смерть. |                  |                                  |                                         |                                       |                     |
| 3.09 | 12 февраля, 1989 | Requiem for a Dead Barber        | Реквием по мёртвому парикмахеру         | Майкл Дж. Мой, Рон Ливитт             | Джеймз Эрик Хорнбэк |
| Эл отращивает волосы после того, как его парикмахер умирает, но вскоре начинает походить на «бабу» и теперь просто должен отправиться в салон. |                  |                                  |                                         |                                       |                     |
| 3.10 | 19 февраля, 1989 | I’ll See You in Court            | Увидимся в суде                         | Жан Барух, Джинн Романо               | Джерри Коэн         |
| Банди и Роадсы предъявляют иск мотелю после того, как Эл и Пэгги узнают, что мотель записал на плёнку Роадсов во время занятия сексом. |                  |                                  |                                         |                                       |                     |
| 3.11 | 26 февраля, 1989 | Eatin' Out                       | Перекус                                 | Сэнди Спранг, Марси Восберг           | Джерри Коэн         |
| Банди перепадает немного денег от родственника, и они решают пойти в дорогой ресторан. Но Эл случайно забывает свой кошелек. Бад и Келли, конечно, могли бы вернуться и принести кошелек, но они решают помучить своих родителей в ресторане, которые неспособны оплатить счёт. |                  |                                  |                                         |                                       |                     |
| 3.12 | 18 марта, 1989   | My Mom, the Mom                  | Моя мама — это мать!                    | Лиза Кайт, Синди Бегэл ,Жан Розенблюм | Джерри Коэн         |
| Пэгги идет в школу Келли в день матерей-дочерей и рассказывает о том, какое это удовольствии — быть домохозяйкой; тем временем Бад осознаёт цену доллара после того, как разбивает окно у Роадсов. |                  |                                  |                                         |                                       |                     |
| 3.13 | 25 марта, 1989   | Can’t Dance, Don’t Ask Me        | Не умеешь танцевать — не спрашивай меня | Роберт Юлин, Гэбриэлль Топпинг        | Джерри Коэн         |
| Келли должна отбить чечетку в сольном исполнении, потому что так распорядилась судьба. |                  |                                  |                                         |                                       |                     |
| 3.14 | 12 апреля, 1989  | A Three Job, No Income Family    | Три работы — нет семейного дохода       | Ричард Гурман                         | Джерри Коэн         |
| Эл находит вторую работу в попытке добыть больше денег, чем Пэгги, после того как она начинает зарабатывать, продавая косметику. |                  |                                  |                                         |                                       |                     |
| 3.15 | 29 декабря, 1989 | The Harder They Fall             | Тем тяжелее падение                     | Эллен Л. Фогл                         | Джерри Коэн         |
| Стив боится, что его побьют: Пэгги показала одному мужику «палец», когда Стив был за рулём. |                  |                                  |                                         |                                       |                     |
| 3.16 | 9 апреля, 1989   | The House That Peg Lost          | Дом, который Пэг потеряла               | Стив Грэнат, Мэл Шерер                | Джерри Коэн         |
| Стив и Марси просят Пэгги присмотреть за их домом, но когда передвижная компания спрашивает о «Стивс Роадхауз», Пэгги разрешает им отбуксировать дом Роадсов. В итоге Роадсы вынуждены провести ночь у Банди — где Келли проводит ночную вечеринку. |                  |                                  |                                         |                                       |                     |
| 3.17 | 23 апреля, 1989  | Married… with Prom Queen, Part 1 | Женат… с выпускной королевой, часть 1   | Эллен Л. Фогл                         | Джерри Коэн         |
| Эл и Пэгги идут на встречу бывших одноклассников. Пэгги хотела бы стать королевой бала, она тратит большие деньги, обзванивая старых друзей и покупая новую одежду ради того, чтобы её выбрали. Но когда она уже близка к победе и думает, что набрала большинство голосов, прибывает её конкурентка Конни Бендер и преподносит Пэгги сюрприз.                                                                           |                  |                                  |                                         |                                       |                     |
| 3.18 | 30 апреля, 1989  | Married… with Prom Queen, Part 2 | Женат… с выпускной королевой, часть II  | Эллен Л. Фогл                         | Джерри Коэн         |
| Пэгги отчаянно борется за голоса, но похоже, что большинство все же будет голосовать за Конни. Бад и Келли расспрашивают Марси и Стива о шестидесятых годах, а потом одеваются, как хиппи, и приходят на бал. Эл сталкивается со своим бывшим конкурентом Джеком, который оказывается мужем Конни. Эл и Джек решают «выйти поговорить» как мужчина с мужчиной. Тем временем, выборы королевы начинаются… победит ли Пег? |                  |                                  |                                         |                                       |                     |
| 3.19 | 14 мая, 1989     | The Dateless Amigo               | Одинокий амиго                          | Ральф Фаркер                          | Джерри Коэн         |
| Бад пытается найти девушку, которая будет встречаться с ним, когда оба его друга уже имеют подруг. |                  |                                  |                                         |                                       |                     |
| 3.20 | 7 мая, 1989      | The Computer Show                | Компьютерное шоу                        | Сара В. Финни, Вайда Спирс            | Джерри Коэн         |
| Стив и Марси убеждают Пэгги купить для семьи компьютер, но в итоге никто не пользуется им. |                  |                                  |                                         |                                       |                     |
| 3.21 | 21 мая, 1989     | Life’s a Beach                   | Жизнь — пляж                            | Ральф Фаркер                          | Джерри Коэн         |
| Семейство посещает пляж, где Эл встречает бывшую подружку, а Бад и Келли — оба ожидают свиданий. |                  |                                  |                                         |                                       |                     |
| 3.22 | 27 мая, 1989     | Here’s Lookin' at You, Kid       | Он смотрит на тебя, детка               | Лэн О’Нилл                            | Джерри Коэн         |
| Пэгги обуревает ревность, она предпринимает попытки заявить о себе. Тем временем, Эл уговаривает Бада прекратить дурачить Келли и постараться помочь ей в её занятиях. |                  |                                  |                                         |                                       |                     |

### Сезон 4:  Сентябрь 1989— май 1990
В четвёртом сезоне можно увидеть, как Стив, уезжает от своей жены Марси и та остается одна весь сезон. Также четвёртый сезон стал первым в котором зрители в аудитории аплодировали, когда один из главных персонажей появлялся первый раз в эпизоде. Также в этом сезоне изменилась «начальная тема».
| № | Дата показа       | Оригинальное название                   | Русское название                              | Сценарий                                    | Режиссёр            |
| --- | ----------------- | --------------------------------------- | --------------------------------------------- | ------------------------------------------- | ------------------- |
| 4.01 | 3 сентября, 1989  | Hot Off the Grill                       | Горячий гриль                                 | Майкл Дж. Мой, Рон Ливитт                   | Джерри Коэн         |
| Прах умершей тети Марси находит успокоение в гамбургерах Дня Труда. |                   |                                         |                                               |                                             |                     |
| 4.02 | 10 сентября, 1989 | Dead Men Don't Do Aerobics              | Мертвецы не занимаются аэробикой              | Кэтрин Грин                                 | Джерри Коэн         |
| Пэгги выигрывает бесплатную «неделю здоровья» с самым здоровым человеком в Чикаго, но все заканчивается тем, что Пэгги навязывает ему свой стиль жизни, и он неожиданно умирает. |                   |                                         |                                               |                                             |                     |
| 4.03 | 24 сентября, 1989 | Buck Saves the Day                      | Бак спасает положение                         | Марси Восберг, Сэнди Спранг                 | Джерри Коэн         |
| Келли и Бад пытаются найти денег, чтобы пойти на концерт. План Келли включает игру в покер против друзей Пегги, а Бад берёт на себя добычу денег от Эла. |                   |                                         |                                               |                                             |                     |
| 4.04 | 1 октября, 1989   | Tooth or Consequences                   | Зуб или последствия?                          | Шелдон Краснер, Дэвид Сайлинг, Вилл Роджерз | Джерри Коэн         |
| Эл идет к зубному врачу Марси и нечаянно становится свидетелем… близких отношений с ассистентом. |                   |                                         |                                               |                                             |                     |
| 4.05 | 8 октября, 1989   | He Ain't Much, But He's Mine            | Возможно и ничтожество, но все равно моё      | Лиза Розенталь                              | Джерри Коэн         |
| Пэгги разговорилась с одной женщиной в салоне красоты и после этой беседы поняла, что Эл обманывает её, и именно с этой женщиной. |                   |                                         |                                               |                                             |                     |
| 4.06 | 29 октября, 1989  | Fair Exchange                           | Честный обмен                                 | Эл Айдэкмэн                                 | Джерри Коэн         |
| Банди разрешают иностранной студентке, приехавшей в Америку по международному обмену, поселиться в их доме за 500 баксов в неделю, которые им будет выплачивать государство. Но дело оборачивается так, что француженка вмешивается в жизнь Келли и активно начинает разрушать её социальные устои. |                   |                                         |                                               |                                             |                     |
| 4.07 | 5 ноября, 1989    | Desperately Seeking Miss October        | Отчаянный поиск Мисс Октябрь                  | Артур Сильвер, Стив Бинг                    | Джон Сгуэлья        |
| Модель «Плейбоя» посещает обувной магазин, и Эл пытается найти, в каком номере опубликованы её фотографии. Но Пэгги продала коллекцию его журналов, Эл пытается вернуть журналы обратно. |                   |                                         |                                               |                                             |                     |
| 4.08 | 12 ноября, 1989   | 976-SHOE                                | 976—Шу                                        | Марси Восберг, Сэнди Спранг                 | Джерри Коэн         |
| Стив рискует работой, когда Эл берёт заём из его банка на сумму 50 000 долларов, чтобы расширить своё производство. |                   |                                         |                                               |                                             |                     |
| 4.09 | 19 ноября, 1989   | Oh, What a Feeling                      | Ох, что за чувство                            | Майкл Дж. Мой, Рон Ливитт                   | Джерри Коэн         |
| Эл решает купить новый автомобиль, но выясняется, что Пэгги потратила все его сбережения. Ему ничего не остается делать, как приобрести старую машину. |                   |                                         |                                               |                                             |                     |
| 4.10 | 26 ноября, 1989   | At the Zoo                              | В зоопарке                                    | Кэтрин Грин                                 | Джеймз Эрик Хорнбэк |
| Стив проводит время в зоопарке с семейством Банди вместо того, чтобы заняться поиском работы, — это глубоко обижает Марси. |                   |                                         |                                               |                                             |                     |
| 4.11 | 17 декабря, 1989  | It’s a Bundyful life, Part 1            | Эта Бандежная жизнь, часть 1                  | Майкл Дж. Мой, Рон Ливитт                   | Джерри Коэн         |
| Наконец-то Элу удалось собрать достаточно денег, чтобы купить для всех рождественские подарки, но припозднившиеся покупатели в магазине Эла не дают ему вовремя попасть в банк. |                   |                                         |                                               |                                             |                     |
| 4.12 | 17 декабря, 1989  | It’s a Bundyful life, Part 2            | Эта Бандежная жизнь, часть 2                  | Майкл Дж. Мой, Рон Ливитт                   | Джерри Коэн         |
| Эла посещает ангел-хранитель и даёт ему шанс увидеть, что напоминало бы хозяйство Банди, если бы Эл не был рожден. |                   |                                         |                                               |                                             |                     |
| 4.13 | 7 января, 1990    | Who'll Stop the Rain                    | Кто остановит дождь?                          | Кевин Каррен                                | Джерри Коэн         |
| Гордость Эла и чрезмерная вера в себя (все должен «делать сам») выводят из себя всех Банди, — особенно, когда Эл берется починить протекающую крышу. |                   |                                         |                                               |                                             |                     |
| 4.14 | 14 января, 1990   | A Taxing Problem                        | Налоговые проблемы                            | Пол Даймонд                                 | Джерри Коэн         |
| Так как Пэгги жульничала с выплатами налогов, Эл должен срочно достать деньги перед грядущей проверкой: одна супружеская пара предлагает хорошие деньги за волосы Пэгги — Эл должен убедить жену пойти на жертву.                                                                                   |                   |                                         |                                               |                                             |                     |
| 4.15 | 7 февраля, 1990   | Rock and Roll Girl                      | Девушка—рок-н-ролл                            | Эллен Л. Фогл                               | Джерри Коэн         |
| Келли становится певицей рок-н-ролла, а Бад выступает в качестве её агента. |                   |                                         |                                               |                                             |                     |
| 4.16 | 11 февраля, 1990  | You Gotta Know When to Hold 'Em. Part 1 | Ты должна знать, когда их придержать, часть 1 | Сью Доунэм                                  | Джерри Коэн         |
| Пэгги приглашает Марси махнуть в Лас-Вегас, чтобы пережить развод со Стивом. |                   |                                         |                                               |                                             |                     |
| 4.17 | 18 февраля, 1990  | You Gotta Know When to Hold 'Em. Part 2 | Ты должна знать, когда их придержать, часть 2 | Кевин Каррен                                | Джерри Коэн         |
| Эл, Бад и Келли приезжают в Лас-Вегас, чтобы вытащить оттуда Пэгги и Марси, они должны придумать, как им найти денег, чтобы добраться домой. |                   |                                         |                                               |                                             |                     |
| 4.18 | 25 февраля, 1990  | What Goes Around Comes Around           | Как аукнется, так и откликнется               | Эллен Л. Фогл                               | Джерри Коэн         |
| Бад пытается взять реванш у девушки, которая обидела его много лет тому назад. |                   |                                         |                                               |                                             |                     |
| 4.19 | 25 марта, 1990    | Peggy Turns 300                         | Пэгги исполняется триста лет                  | Кэтрин Грин                                 | Джерри Коэн         |
| Чтобы отметить День рождения Пегги, Эл решает привести её в Боулараму, где он надеется, наконец, побить рекорд своего конкурента. Эл побивает рекорд, но минутами позже Пэгги проводит превосходную игру, оскорбив успокоенное было самолюбие Эла.                                                  |                   |                                         |                                               |                                             |                     |
| 4.20 | 15 апреля, 1990   | Peggy Made a Little Lamb                | Пэгги сделала маленького ягнёнка              | Эллен Л. Фогл                               | Джерри Коэн         |
| Пэгги должна ещё немного потрудиться и повторить задание, чтобы наконец-таки получить свой диплом. |                   |                                         |                                               |                                             |                     |
| 4.21 | 29 апреля, 1990   | Raingirl                                | Дождевая девушка                              | Кевин Каррен                                | Джерри Коэн         |
| Келли устраивается на новую работу: она будет сообщать о погоде в местной программе новостей. |                   |                                         |                                               |                                             |                     |
| 4.22 | 6 мая, 1990       | The Agony of Defeet                     | Агония пора-ног                               | Дайан Барроуз, Джои Гутьеррес               | Джерри Коэн         |
| Эл должен судить конкурс красоты в обувном магазине — по ночам ему снятся кошмары о ногах. Тем временем, Келли подшучивает над Бадом и Марси, думая, что между ними что-то есть. |                   |                                         |                                               |                                             |                     |
| 4.23 | 13 мая, 1990      | Yard Sale                               | Дворовая распродажа                           | Марси Восберг, Сэнди Спранг                 | Джерри Коэн         |
| Обнаружив последние покупки Пегги, Эл устраивает распродажу, чтобы избавиться от барахла. Но никого старьё семейки Банди не интересует. |                   |                                         |                                               |                                             |                     |

### Сезон 5: сентябрь 1990— май 1991
В середине пятого сезона Марси просыпается уже женой Джефферсона Дэ Арси. Также это первый сезон, в котором начинается любимое шоу Эла. (Psycho Dad). Бад теряет свою девственность в этом сезоне.
| № | Дата показа       | Оригинальное название                 | Русское название                       | Сценарий                       | Режиссёр            |
| --- | ----------------- | ------------------------------------- | -------------------------------------- | ------------------------------ | ------------------- |
| 5.01 | 23 сентября, 1990 | We’ll follow the sun                  | Мы последуем за солнцем                | Майкл Дж. Мой, Рон Ливитт      | Джерри Коэн         |
| В выходные Дня Труда Эл решает вывезти семью за город, чтобы немного попутешествовать, но заканчивается это тем, что они попадают в огромную пробку на автостраде Чикаго. |                   |                                       |                                        |                                |                     |
| 5.02 | 30 сентября, 1990 | Al … with Kelly                       | Эл и Келли одни дома                   | Стэйси Липп, Гэбриэлль Топпинг | Джерри Коэн         |
| Эл и Келли притворяются, что заболели, лишь бы не идти с Пэгги и Бадом. Но неожиданно Келли по-настоящему заболевает, и Эл должен заботиться о ней, что не даёт ему помечтать о двух красивых женщинах. |                   |                                       |                                        |                                |                     |
| 5.03 | 7 октября, 1990   | Sue casa, his casa                    | Моя машина — его машина                | Кевин Каррен                   | Джерри Коэн         |
| Как только Эл решает, что ему не нужна страховка, Бад тут же попадает в аварию. Но они предъявляют встречный иск второму водителю, а Марси выступает в качестве свидетельницы. |                   |                                       |                                        |                                |                     |
| 5.04 | 14 октября, 1990  | The unnatural                         | Неестественный                         | Кэтрин Грин                    | Джерри Коэн         |
| Идет сражение за голоса в пользу Эла, чтобы он остался в команде по софтболу перед важным чемпионатом. В сражение вовлечена вся семейка Банди. |                   |                                       |                                        |                                |                     |
| 5.05 | 21 октября, 1990  | Dance show                            | Танцевальное шоу                       | Артур Сильвер                  | Джерри Коэн         |
| Эл не возражает, что Пэгги и Марси каждый вечер ходят на занятия танцами и танцуют там ночь напролет с красивым парнем по имени Энди. Он не возражает до тех пор, пока другой парень по имени Пит не жалуется Элу, что Пэгги уводит чужого мужа — а именно, его.                                                                       |                   |                                       |                                        |                                |                     |
| 5.06 | 28 октября, 1990  | Kelly bounces back                    | Келли снова на коне                    | Эл Айдэкмэн                    | Джерри Коэн         |
| Келли проходит собеседование и получает работу — теперь Келли будет рекламировать новую модель кадиллака «Аллант». |                   |                                       |                                        |                                |                     |
| 5.07 | 4 ноября, 1990    | Married … with aliens                 | Женаты… с пришельцами                  | Эллен Л. Фогл                  | Джон Сгуэлья        |
| После того, как Эл возвращается домой с шишкой на голове, он видит (или думает, что видит), как шесть маленьких зелёных пришельцев воруют его «душистые» носки, чтобы использовать их в качестве топлива для космического корабля. Только одна проблема: никто не видит пришельцев, кроме Эла, поэтому все думают, что Эл сошёл с ума. |                   |                                       |                                        |                                |                     |
| 5.08 | 11 ноября, 1990   | Wabbit season                         | Кволичий сезон                         | Майкл Дж. Мой, Рон Ливитт      | Джерри Коэн         |
| Один-единственный кролик расстраивает планы Эла по обустройству огорода. |                   |                                       |                                        |                                |                     |
| 5.09 | 18 ноября, 1990   | Do ya think I’m sexy                  | Думаю, я очень сексуален               | Кевин Каррен                   | Джерри Коэн         |
| Эл становится гвоздём программы в пересудах соседских женщин, когда некоторые из них видят, как он передвигает диван. |                   |                                       |                                        |                                |                     |
| 5.10 | 25 ноября, 1990   | One Down, Two to Go                   | Один есть, два осталось                | Ральф Фаркер                   | Джеймз Эрик Хорнбэк |
| Келли уходит жить к подруге, так как Эл запрещает ей водить мальчиков в дом. |                   |                                       |                                        |                                |                     |
| 5.11 | 16 декабря, 1990  | And baby makes money                  | Дети тоже делают деньги                | Арт Эвэретт                    | Джерри Коэн         |
| Родственник Банди оставил завещание в 500 000 долларов для родителей, которые назовут наследника его именем. Эл и Пэгги должны срочно зачать ребёнка! |                   |                                       |                                        |                                |                     |
| 5.12 | 6 января, 1991    | Married… with Who                     | Женаты… с кем                          | Эллен Л. Фогл                  | Джерри Коэн         |
| Марси просыпается после ночной пьянки и находит себя замужем за Джефферсоном. |                   |                                       |                                        |                                |                     |
| 5.13 | 3 февраля, 1991   | Godfather                             | Крёстный отец                          | Ральф Фаркер                   | Джерри Коэн         |
| Эл становится крестным отцом в округе, когда Келли начинает встречаться с 41-летним мужчиной с «влиятельными» связями. |                   |                                       |                                        |                                |                     |
| 5.14 | 10 февраля, 1991  | Look who’s barking                    | А посмотрите, кто лает                 | Кэтрин Грин                    | Джерри Коэн         |
| Бак приводит хвостатую подружку в дом семейства, но потом чувствует себя незаслуженно отвергнутым, когда все Банди занимаются новой собакой. |                   |                                       |                                        |                                |                     |
| 5.15 | 17 января, 1991   | A man’s castle                        | Мужская крепость                       | Стэйси Липп                    | Джерри Коэн         |
| Эл в шоке — Пэгги переделала его туалет, сделав его розовым! |                   |                                       |                                        |                                |                     |
| 5.16 | 24 февраля, 1991  | All night security dude               | Охранник на всю ночь                   | Глен Эйхлер, Питер Гаффни      | Джерри Коэн         |
| Эл устраивается на работу в качестве охранника, но вскоре его увольняют, так как при таинственных обстоятельствах в день его дежурства из помещения исчезает важный трофей. |                   |                                       |                                        |                                |                     |
| 5.17 | 17 марта, 1991    | Oldies but young’uns                  | Старый, но молодой                     | Билл Пради                     | Джерри Коэн         |
| Эл сходит с ума, пытаясь вспомнить название песни, которую он услышал по радио. |                   |                                       |                                        |                                |                     |
| 5.18 | 24 марта, 1991    | Weenie tot lovers and other strangers | Любители Вини Тота и другие незнакомцы | Кевин Каррен                   | Джерри Коэн         |
| Эл должен решить, на что потратить деньги: разрешить Баду посещение Белого дома или позволить Келли принять участие в конкурсе «Мисс Вини Тот». |                   |                                       |                                        |                                |                     |
| 5.19 | 31 марта, 1991    | Kids! Wadaya gonna do?                | Дети! Что же с ними делать?            | Эллен Л. Фогл                  | Линда Дэй           |
| Эл и Пэгги идут в гости к Марси, чтобы посмотреть фильм. Тем временем Бад приглашает девушку на концерт, а Келли присматривает сразу за несколькими несносными детьми. |                   |                                       |                                        |                                |                     |
| 5.20 | 7 апреля, 1991    | Top of the heap                       | Высокое положение                      | Чип Йоханнссен, Джон Ринкер    | Джерри Коэн         |
| Эпизод из жизни Чарли и Винни Вердуччи. Чарли хотел бы видеть Винни женатым на богатой женщине, они идут на вечеринку, где можно встретить богатых невест. В этом эпизоде появляется только Эл, когда Чарли и Винни посещают его обувной магазин, и в конце, когда Эл решает проблему с телевизором.                                   |                   |                                       |                                        |                                |                     |
| 5.21 | 14 апреля, 1991   | You better shop around. Part 1        | Твой лучший магазин в округе. Часть 1  | Джон Бранкато, Майкл Феррис    | Линда Дэй           |
| Эл покупает дешёвый старый кондиционер, что не нравится как их соседям, так и самим Банди. |                   |                                       |                                        |                                |                     |
| 5.22 | 21 апреля, 1991   | You better shop around. Part 2        | Твой лучший магазин в округе. Часть 2  | Стэйси Липп                    | Линда Дэй           |
| Банди и Д’Арси встречаются в поединке — кто из них быстрее сможет потратить 1000 долларов. Тем временем Бад и Келли отвлекают знаменитость Джерри Матерса, который судит соревнование. |                   |                                       |                                        |                                |                     |
| 5.23 | 28 апреля, 1991   | Route 666, Part 1                     | Шоссе 666. Часть 1                     | Кэтрин Грин                    | Джерри Коэн         |
| Автомобиль Банди ломается в Нью-Мехико — Банди вызывают на подмогу Марси и Джефферсона. |                   |                                       |                                        |                                |                     |
| 5.24 | 5 мая, 1991       | Route 666, Part 2                     | Шоссе 666. Часть 2                     | Ральф Фаркер                   | Джерри Коэн         |
| Банди и Д’Арси сталкиваются с проявлением жадности, когда находят золото в пустыне. |                   |                                       |                                        |                                |                     |
| 5.25 | 19 мая, 1991      | Buck the stud                         | Бак — жеребец                          | Чип Йоханнссен, Джон Ринкер    | Джерри Коэн         |
| Один человек предлагает Банди 10 000 долларов за то, чтобы случить свою собаку с собакой Банди. |                   |                                       |                                        |                                |                     |

### Сезон 6: сентябрь 1991— май 1992
На протяжении первых десяти серий сезона Пэгги и Марси были беременны, к тому же Кэтти Сагал была беременна по-настоящему. Ребёнок Сагал родился мертвым, на шесть недель раньше срока, по этой причине она пропустила несколько эпизодов в этом сезоне. В середине сезона указывается, что беременность женщин была ночным кошмаром Эла. В этом сезоне можно увидеть Стива, который вернулся всего на один эпизод. Также в этом сезоне семья Банди путешествует в Англию. Ещё начинает употребляться всем известный гэг, где гости падают в подвал потому что Эл не починил ступеньку.
| № | Дата показа       | Оригинальное название                              | Русское название                       | Сценарий                   | Режиссёр    |
| --- | ----------------- | -------------------------------------------------- | -------------------------------------- | -------------------------- | ----------- |
| 6.01 | 8 сентября, 1991  | She’s Having My Baby: Part 1                       | Она беременна от меня, Часть 1         | Майкл Дж. Мой, Рон Ливитт  | Джерри Коэн |
| Марси и Пэгги обнаруживают, что обе беременны к радости Джефферсона и ужасу Эла. |                   |                                                    |                                        |                            |             |
| 6.02 | 15 сентября, 1991 | She’s Having My Baby: Part 2                       | Она беременна от меня, Часть 2         | Кевин Каррен               | Джерри Коэн |
| Эл сбегает на автобусную станцию, чтобы избежать жалоб беременной Пегги. Джефферсон делает то же самое в надежде спастись от беременной Марси.                                                                              |                   |                                                    |                                        |                            |             |
| 6.03 | 22 сентября, 1991 | If Al Had a Hammer                                 | Если бы у Эла был молоток              | Кевин Каррен               | Джерри Коэн |
| Эл строит комнату для себя, используя молоток своего отца. Тем временем Бад придумывает себе новый образ рэпера Грандмастера Би, однако никто не может правильно запомнить его новое прозвище.                              |                   |                                                    |                                        |                            |             |
| 6.04 | 29 сентября, 1991 | Cheese, Cues and Blood                             | Сыр, кий и кровь                       | Брайан Скалли, Эллан Дэвис | Джерри Коэн |
| Чтобы заработать денег на конкурс, Келли обыгрывает мужчин в бильярдном клубе. |                   |                                                    |                                        |                            |             |
| 6.05 | 6 октября, 1991   | Looking for a Desk in All the Wrong Places         | В поисках стола в неправильных местах  | Стэйси Липп                | Джерри Коэн |
| Пэгги и Марси отправляются выкупать детскую мебель Марси, которую продал Джефферсон. |                   |                                                    |                                        |                            |             |
| 6.06 | 13 октября, 1991  | Buck Has A Bellyache                               | У Бака болит желудок                   | Эллен Л. Фогл              | Джерри Коэн |
| Пэгги завидует Баку, когда семья уделяет ему больше внимания, и уезжает домой в округ Ванкер. |                   |                                                    |                                        |                            |             |
| 6.07 | 27 октября, 1991  | If I Could See Me Now                              | Если б я мог видеть себя сейчас        | Гэбриэлль Топпинг          | Аманда Бирс |
| Бад и Келли убеждают Эла купить очки после нескольких неприятных инцидентов. |                   |                                                    |                                        |                            |             |
| 6.08 | 6 ноября, 1991    | God’s Shoes                                        | Божья обувь                            | Эллен Л. Фогл              | Джерри Коэн |
| Выпав из окна, Эл видит Бога, который рассказывает Элу, какой должна быть обувь. Эл принимается создавать идеальную обувь.                                                                                                  |                   |                                                    |                                        |                            |             |
| 6.09 | 10 ноября, 1991   | Kelly Does Hollywood: Part 1                       | Келли делает Голливуд, Часть 1         | Ларри Джекобсон            | Джерри Коэн |
| Келли делает своё ток-шоу на телевидении, и некоторые телеканалы заинтересовываются им. |                   |                                                    |                                        |                            |             |
| 6.10 | 17 ноября, 1991   | Kelly Does Hollywood: Part 2                       | Келли делает Голливуд, Часть 2         | Ларри Джекобсон            | Джерри Коэн |
| Келли продолжает покорять Голливуд, пока её шоу не переделывают цензоры. |                   |                                                    |                                        |                            |             |
| 6.11 | 24 ноября, 1991   | Al Bundy, Shoe Dick                                | Эл Банди, обувной сыщик                | Ларри Джекобсон            | Джерри Коэн |
| Эл устраивается работать частным детективом и его подставляют на задание с убийством. |                   |                                                    |                                        |                            |             |
| 6.12 | 1 декабря, 1991   | So This is How Sinatra Felt                        | Вот как Синатра чувствовал             | Стэйси Липп                | Джерри Коэн |
| Пэгги думает, что у Эла интрижка на стороне, и посылает детей следить за ним. |                   |                                                    |                                        |                            |             |
| 6.13 | 22 декабря, 1991  | I Who Have Nothing                                 | Я та, у кого ничего нет                | Кэтрин Грин                | Джерри Коэн |
| Эл обнаруживает, что у него нет никакого своего имущества и решает вернуть одну из вещей, которая много для него значит — легендарный футбольный мяч.                                                                       |                   |                                                    |                                        |                            |             |
| 6.14 | 6 января, 1992    | The Mystery of Skull Island                        | Тайна острова черепов                  | Кевин Каррен               | Джерри Коэн |
| Бад занимается на свиданиях экстремальным спортом, а Дарси играют в настольную игру с Пэгги и Элом. |                   |                                                    |                                        |                            |             |
| 6.15 | 19 января, 1992   | Just Shoe It                                       | Просто обуй это                        | Лайза Чернин               | Джерри Коэн |
| Эл получает роль в рекламе спортивной обуви. |                   |                                                    |                                        |                            |             |
| 6.16 | 9 февраля, 1992   | Rites of Passage                                   | Обычаи перехода                        | Иланга Адэлл               | Джерри Коэн |
| Пока семья готовит сюрприз, Эл ведёт своего сына в стрип-клуб в честь его 18-летия. |                   |                                                    |                                        |                            |             |
| 6.17 | 16 февраля, 1992  | The Egg and I                                      | Яйцо и я                               | Эллен Л. Фогл              | Джерри Коэн |
| Стив возвращается за своей женой, но впадает в шок, узнав, что Марси снова замужем. Банди спорят, что важнее — дружба или деньги, когда выясняют, что Стив в бегах от полиции за кражу редкого яйца из Национального парка. |                   |                                                    |                                        |                            |             |
| 6.18 | 23 февраля, 1992  | My Dinner with Anthrax                             | Мой ужин с Антракс                     | Ларри Джекобсон            | Джерри Коэн |
| Бад выигрывает через конкурс ужин с Антракс и отправляет Пэгги и Эла на отдых во Флориду. Во время отсутствия Пэгги и Эла Антракс приходят в дом к Банди.                                                                   |                   |                                                    |                                        |                            |             |
| 6.19 | 1 марта, 1992     | Psychic Avengers                                   | Духовные мстители                      | Кэлвин Браун мл.           | Джерри Коэн |
| Джефферсон берёт Эла в свою аферу с гаданием по телефону, но Банди решает захватить и расширить бизнес. |                   |                                                    |                                        |                            |             |
| 6.20 | 22 марта, 1992    | High I.Q.                                          | Высокий интеллект                      | Стив Крайдер               | Джерри Коэн |
| Бад подозревает, что Келли приглашена на вечер для умных людей не просто так. В это время Эл и Джефферсон пытаются собрать верстак.                                                                                         |                   |                                                    |                                        |                            |             |
| 6.21 | 5 апреля, 1992    | Teacher Pets                                       | Учитель балуется                       | Кэтрин Грин                | Джерри Коэн |
| Бад встречается одновременно с двумя женщинами, одна из которых Мисс Макгоуэн, его учительница по английскому. В это время семья игнорирует простудившуюся Пегги, а Эл посещает детские дни рождения ради бесплатной пиццы. |                   |                                                    |                                        |                            |             |
| 6.22 | 19 апреля, 1992   | The Goodbye Girl                                   | Девушка, которая говорит «До свидания» | Стэйси Липп                | Джерри Коэн |
| Келли получает работу в развлекательном парке. В это время Эл проводит отпуск в гостиной. |                   |                                                    |                                        |                            |             |
| 6.23 | 26 апреля, 1992   | The Gas Station Show                               | Шоу на заправке                        | Кэтрин Грин                | Джерри Коэн |
| Эл вынужден отрабатывать долг на заправке, так как не в состоянии оплатить купленную там Пэгги и детьми всякую всячину. |                   |                                                    |                                        |                            |             |
| 6.24 | 3 мая, 1992       | England Show I                                     | Шоу в Англии, Часть 1                  | Эллен Л. Фогл              | Джерри Коэн |
| Банди выигрывают бесплатную поездку в Англию, но не знают, что жители Нижнего Анктона хотят убить мужчин Банди, чтобы снять древнее проклятие с их деревни.                                                                 |                   |                                                    |                                        |                            |             |
| 6.25 | 10 мая, 1992      | England Show II: Wastin' the Company’s Money       | Шоу в Англии, Часть 2                  | Стэйси Липп                | Джерри Коэн |
| Банди проводят время в прогулках по магазинам Лондона, и затем едут в Нижний Анктон, пока не подозревая, что их там ждёт.                                                                                                   |                   |                                                    |                                        |                            |             |
| 6.26 | 17 мая, 1992      | England Show III: We’re Spending as Fast as We Can | Шоу в Англии, Часть 3                  | Кевин Каррен               | Джерри Коэн |
| В Нижнем Анктоне Элу приходится сражаться в средневековом рыцарском поединке за свою жизнь и жизнь своей семьи. |                   |                                                    |                                        |                            |             |

### Сезон 7: сентябрь 1992— июнь 1993
В седьмом сезоне авторы сериала создают нового персонажа Седьмого, а семью Банди пополняют третьим ребёнком. После того, как аудитория не приняла Седьмого, как нового персонажа, он был убран из сериала без всяких объяснений.
| № | Дата показа       | Оригинальное название                    | Русское название                   | Сценарий                         | Режиссёр       |
| --- | ----------------- | ---------------------------------------- | ---------------------------------- | -------------------------------- | -------------- |
| S-1 | 5 сентября, 1992  | Backstage with the Bundys                | За кулисами с Банди                | Нет                              | Нет            |
| Получасовой специальный документальный выпуск, повествующий о съёмках эпизода «The Goodbye Girl» |                   |                                          |                                    |                                  |                |
| 7.01 | 13 сентября, 1992 | Magnificent Seven                        | Великолепный Седьмой               | Артур Сильвер                    | Джерри Коэн    |
| Родственники Пэгги приезжают в гости и подкидывают Банди своего пятилетнего ребёнка, от чего Эл приходит в ужас. |                   |                                          |                                    |                                  |                |
| 7.02 | 20 сентября, 1992 | T-R-A… Something, Something Spells Tramp | Зарядись, предстоит долгий путь    | Рон Ливитт, Эллен Л. Фогл        | Джерри Коэн    |
| Келли отказывается заниматься сексом с новым парнем в его машине, и поэтому она идёт домой пешком. Потом она встречает других девушек, которые имели такую же ситуацию с тем же парнем.                                |                   |                                          |                                    |                                  |                |
| 7.03 | 27 сентября, 1992 | Every Bundy Has a Birthday               | У каждого Банди есть день Рождения | Ричард Гурман                    | Джерри Коэн    |
| Пэгги обнаруживает, что Седьмой не знает, когда у него день Рождения, и семья решает отпраздновать его … в день Рождения Эла.                                                                                          |                   |                                          |                                    |                                  |                |
| 7.04 | 4 октября, 1992   | Al on the Rocks                          | Эл на мели                         | Эндрю Смит                       | Джерри Коэн    |
| Эл устраивается барменом в топлес-бар, чтобы оплатить лечение Седьмого. Пэгги боится, что Келли и Бад могут заразить Седьмого и выгоняет их из дома.                                                                   |                   |                                          |                                    |                                  |                |
| 7.05 | 11 октября, 1992  | What I Did for Love                      | Что я сделал для любви             | Эллен Л. Фогл                    | Джерри Коэн    |
| Пэгги пытается склонить Эла к сексу, приобретая новое бельё, но безуспешно. |                   |                                          |                                    |                                  |                |
| 7.06 | 25 октября, 1992  | Frat Chance                              | Шанс мужского братства             | Ларри Джекобсон                  | Джерри Коэн    |
| Бад организовывает мужское общество, чтобы найти девушку. |                   |                                          |                                    |                                  |                |
| 7.07 | 1 ноября, 1992    | The Chicago Wine Party                   | Чикагская партия вина              | Стэйси Липп                      | Аманда Бирс    |
| Банди выступают против повышения налогов на пиво. |                   |                                          |                                    |                                  |                |
| 7.08 | 8 ноября, 1992    | Kelly Doesn’t Live Here Anymore          | Келли здесь больше не живёт        | Гэбриэлль Топпинг                | Джерри Коэн    |
| Эл заставляет Келли найти работу, и она становится официанткой. |                   |                                          |                                    |                                  |                |
| 7.09 | 15 ноября, 1992   | Rock of Ages                             | Рок на века                        | Эл Айдэкмэн                      | Джерри Коэн    |
| Переодевшись в рок-звезд, Эл с семьёй пытаются в аэропорту проникнуть в зал ожидания первого класса. |                   |                                          |                                    |                                  |                |
| 7.10 | 22 ноября, 1992   | Death of a Shoe Salesman                 | Смерть продавца обуви              | Стэйси Липп                      | Джерри Коэн    |
| Эл покупает место на кладбище, чтобы быть похороненным рядом со звездой вестернов. Пэгги чувствует себя изгнанной. |                   |                                          |                                    |                                  |                |
| 7.11 | 13 декабря, 1992  | The Old College Try                      | Поступление в Старый колледж       | Эллен Л. Фогл                    | Джерри Коэн    |
| Бад получает грант на учёбу в университете, но Эл и Пэгги тратят его деньги на себя. |                   |                                          |                                    |                                  |                |
| 7.12 | 20 декабря, 1991  | Christmas                                | Рождество                          | Стэйси Липп                      | Джерри Коэн    |
| Эл вспоминает, как Банди справляли Рождество все эти годы. |                   |                                          |                                    |                                  |                |
| 7.13 | 10 января, 1993   | Wedding Show                             | Свадьба                            | Артур Сильвер                    | Сэм У. Орендер |
| Эл раздражается, когда Пэгги не может решить, что надеть на свадьбу племянника. В это время Бад знакомится с невестой, а Келли проводит время с подружками невесты.                                                    |                   |                                          |                                    |                                  |                |
| 7.14 | 24 января, 1993   | It Doesn’t Get Any Better Than This      | Лучше не становится                | Майкл Дж. Мой                    | Джерри Коэн    |
| Пэгги и Марси портят Элу поездку на рыбалку постоянными перепалками. В это время Джефферсон и дети тратят деньги Марси.                                                                                                |                   |                                          |                                    |                                  |                |
| 7.15 | 7 февраля, 1993   | Heels on Wheels                          | Каблучки на колесах                | Стэйси Липп                      | Джерри Коэн    |
| Келли покупает мотоцикл, что расстраивает всю семью Банди, считающую это небезопасным. |                   |                                          |                                    |                                  |                |
| 7.16 | 14 февраля, 1993  | Mr. Empty Pants                          | Мистер Пустые штаны                | Джордж Трикер                    | Аманда Бирс    |
| Пэгги создаёт мультяшного персонажа Мистера Пустые штаны, который имеет странное сходство с Элом. |                   |                                          |                                    |                                  |                |
| 7.17 | 21 февраля, 1993  | You Can’t Miss                           | Ты не можешь промахнуться          | Джоэл Валентинчич, Скотт Зимблер | Джерри Коэн    |
| Бад снимается в шоу для одиноких мужчин. Эл и Пэгги не спят несколько дней, Келли боится, что тайный сговор против неё.                                                                                                |                   |                                          |                                    |                                  |                |
| 7.18 | 28 февраля, 1993  | Peggy and the Pirates                    | Пэгги и пираты                     | Ричард Гурман                    | Джерри Коэн    |
| Пэгги читает Седьмому сказку о пиратах и красивой принцессе. |                   |                                          |                                    |                                  |                |
| 7.19 | 14 марта, 1993    | Go for the Old                           | Иди за стариками                   | Стэйси Липп                      | Аманда Бирс    |
| Эл принимает участие в спортивных соревнованиях для пожилых людей. |                   |                                          |                                    |                                  |                |
| 7.20 | 28 марта, 1993    | Un-Alful Entry                           | Вторжение против Эла               | Ларри Джекобсон                  | Джерри Коэн    |
| Эл колотит грабителя, забравшегося в дом, после чего тот подаёт на Эла в суд. |                   |                                          |                                    |                                  |                |
| 7.21 | 11 апреля, 1993   | Movie Show                               | Шоу в кинотеатре                   | Эллен Л. Фогл                    | Джерри Коэн    |
| Банди идут в кино на день рождения Келли и видят там её молодого человека с другой девушкой. |                   |                                          |                                    |                                  |                |
| 7.22 | 25 апреля, 1993   | Till Death Do Us Part                    | Пока смерть не разлучит нас        | Стэйси Липп                      | Джерри Коэн    |
| Неудачи Эла в постели с женой вызывают смех у всего города. Эл думает, как привести себя в форму. |                   |                                          |                                    |                                  |                |
| 7.23 | 2 мая, 1993       | Tis Time to Smell the Roses              | Время нюхать розы                  | Кевин Каррен                     | Джерри Коэн    |
| Эл планирует пораньше уйти на пенсию. Но Пэгги тратит слишком много денег на покупки, и Эл вынужден найти новую работу.                                                                                                |                   |                                          |                                    |                                  |                |
| 7.24 | 9 мая, 1993       | The Old Insurance Dodge                  | Страховка Доджа                    | Ларри Джекобсон                  | Джерри Коэн    |
| Эл пытается обмануть страховую компанию, после того как угоняют его машину. |                   |                                          |                                    |                                  |                |
| 7.25 | 16 мая, 1993      | The Wedding Repercussions                | Свадебные последствия              | Артур Сильвер                    | Джерри Коэн    |
| Кузен Бада приходит в ярость, после того как узнаёт, что кто-то переспал с его невестой… не зная, что это был Бад. |                   |                                          |                                    |                                  |                |
| 7.26 | 23 мая, 1993      | The Proposition                          | Предложение                        | Артур Сильвер                    | Джерри Коэн    |
| Давняя подруга Эла хочет выкупить его у Пэгги за 500 тысяч долларов. |                   |                                          |                                    |                                  |                |
| S-28 | 7 июня, 1993      | A Day in the Life                        | День из жизни                      | Нет                              | Нет            |
| Документальный специальный выпуск о Теде МакГинли и Аманде Бирс. Рассказывается о съёмках эпизода «Un-alful Entry», о режиссуре эпизодов под руководством Аманды Бирс, визите Теда в больницу для больных раком детей. |                   |                                          |                                    |                                  |                |

### Сезон 8: сентябрь 1993— май 1994
Восьмой сезон знакомит со многими друзьями Элла. Это Аарон, Боб Руни и офицер Дэн. Эл, Джефферсон, Боб, Дэн (в 9-м сезоне к ним присоединятся ещё Гриф и Айк) становятся членами «NO MA’AM» в эпизоде NO MA'AM. Также в этом сезоне Бад вступает в братство.
| № | Дата показа       | Оригинальное название                      | Русское название                   | Сценарий                            | Режиссёр       |
| --- | ----------------- | ------------------------------------------ | ---------------------------------- | ----------------------------------- | -------------- |
| 8.01 | 5 сентября, 1993  | A Tisket, a Tasket, Can Peg Make a Basket? | Сможет ли Пэгги попасть в корзину? | Ким Вайскопф                        | Тони Синглтэри |
| Эл и Пэгги идут на баскетбольную игру. Пэгги меняется местами с Элом и её место выбирают для соревнования за выигрыш в 10 000 долларов.                                                                                |                   |                                            |                                    |                                     |                |
| 8.02 | 12 сентября, 1993 | Hood 'n the Boyz                           | «Крыша» и парни                    | Майкл Дж. Мой                       | Тони Синглтэри |
| Эл помогает своей давней подруге справиться с бандой трудных подростков. |                   |                                            |                                    |                                     |                |
| 8.03 | 19 сентября, 1993 | Proud to Be Your Bud?                      | Гордишься ли ты, что ты Бад?       | Стэйси Липп                         | Тони Синглтэри |
| Семья думает, что Бад сошёл с ума, когда подслушивают его разговор с самим собой. |                   |                                            |                                    |                                     |                |
| 8.04 | 26 сентября, 1993 | Luck of the Bundys                         | Удача Банди                        | Ричард Гурман                       | Тони Синглтэри |
| Банди начинает сопутствовать удача. Эл вспоминает о проклятии семьи Банди и понимает, что он обречен. |                   |                                            |                                    |                                     |                |
| 8.05 | 3 октября, 1993   | Banking on Marcy                           | Положитесь на Марси                | Стэйси Липп                         | Тони Синглтэри |
| Чтобы побороть страх, во время публичных выступлений Марси пытается представить себя в постели. Но её фантазии заводят её слишком далеко.                                                                              |                   |                                            |                                    |                                     |                |
| 8.06 | 10 октября, 1993  | No Chicken, No Check                       | Уже не дети, уже без надзора       | Ральф Фаркер                        | Тони Синглтэри |
| Келли и Бад в складчину покупают машину. Но дележка машины приводит к ссоре, и они решают отправиться на двойное свидание.                                                                                             |                   |                                            |                                    |                                     |                |
| 8.07 | 24 октября, 1993  | Take My Wife, Please                       | Заберите мою жену, пожалуйста      | Питер Галк, Эдди Филдманн, Брэд Юэн | Тони Синглтэри |
| В то время как Бад, Келли и Пэгги изображают группу Виладж Пипл на празднике у Дарси, к Элу приходит демон смерти. |                   |                                            |                                    |                                     |                |
| 8.08 | 7 ноября, 1993    | Scared Single                              | Испуганный одиночка                | Кэтрин Грин                         | Сэм У. Орендер |
| Эл пытается заставить молодого коллегу отказаться от идеи жениться. В это время Келли жалят ядовитые жуки, и она сходит с ума.                                                                                         |                   |                                            |                                    |                                     |                |
| 8.09 | 14 ноября, 1993   | NO MA’AM                                   | Нет женщинам                       | Ларри Джекобсон                     | Тони Синглтэри |
| Женщины захватывают стриптиз-бар и боулинг-клуб. Эл организовывает общество «Нет женщинам». |                   |                                            |                                    |                                     |                |
| 8.10 | 21 ноября, 1993   | Dances with Weezy                          | Танцы с Виззи                      | Ричард Гурман                       | Тони Синглтэри |
| Пэгги и Марси рушат планы Эла и Джефферсона пойти в новый спорт-бар, заставляя их идти на театральную постановку. |                   |                                            |                                    |                                     |                |
| 8.11 | 28 ноября, 1993   | Change for a Buck                          | Перемена обстановки для Бака       | Ким Вайскопф                        | Аманда Бирс    |
| Бак сбегает из дома и оказывается в собачьем питомнике. |                   |                                            |                                    |                                     |                |
| 8.12 | 12 декабря, 1993  | A Little off the Top                       | Кусочек верхушки                   | Майкл Дж. Мой                       | Сэм У. Орендер |
| Элу случайно делают обрезание в результате ошибки хирургов. |                   |                                            |                                    |                                     |                |
| 8.13 | 19 декабря, 1993  | The Worst Noel                             | Худшее Рождество                   | Ларри Джекобсон                     | Аманда Бирс    |
| Келли и Бад пытаются незаметно втащить в дом музыкальный автомат в подарок родителям, пока Эл и Пэгги спорят, что смотреть по телевизору.                                                                              |                   |                                            |                                    |                                     |                |
| 8.14 | 16 января, 1994   | Sofa So Good                               | Такая хорошая софа                 | Даг МакИнтайр                       | Аманда Бирс    |
| Пока Эл и Пэгги гостят у родственников, парень Келли сжигает диван Пегги. Бад и Келли отправляются искать точно такой же диван.                                                                                        |                   |                                            |                                    |                                     |                |
| 8.15 | 23 января, 1994   | Honey, I Blew Up Myself                    | Дорогой, я разрекламировала себя   | Вейн Кляйн                          | Сэм У. Орендер |
| Эл раздражается, когда напротив его магазина вешают большой плакат с Пегги. |                   |                                            |                                    |                                     |                |
| 8.16 | 6 февраля, 1994   | How Green was My Apple                     | Как зелено было моё яблочко        | Кэтрин Грин                         | Джерри Коэн    |
| Спор о том, на чьей территории растет яблоня, приводит к междоусобице между Дарси и Банди. |                   |                                            |                                    |                                     |                |
| 8.17 | 13 февраля, 1994  | Valentine’s Day Massacre                   | Резня на день святого Валентина    | Синди Бегэл                         | Джерри Коэн    |
| Бад пытается встретиться с девушкой, валентинку от которой Келли когда-то забыла ему передать. В это время Эл пытается купить подарки для Пегги.                                                                       |                   |                                            |                                    |                                     |                |
| 8.18 | 20 февраля, 1994  | Get Outta Dodge                            | Получить Додж                      | Марк Дрисколл                       | Сэм У. Орендер |
| Эл получит новую спортивную машину, если позволит заснять видео, как его додж наберет пробег в миллион миль. В это время Келли ищет мультяшного персонажа Вальдо.                                                      |                   |                                            |                                    |                                     |                |
| 8.19 | 27 февраля, 1994  | Field of Screams                           | Поле криков                        | Эл Айдэкмэн                         | Джерри Коэн    |
| На футбольном поле школы Эла собираются построить автомагазин, Эл протестует. В это время Келли тестирует новое средство от насекомых на Баде и Баке, что производит неожиданный эффект.                               |                   |                                            |                                    |                                     |                |
| 8.20 | 20 марта, 1994    | The D’Arcy Files                           | Секретные материалы Дарси          | Иланга Адэлл                        | Джерри Коэн    |
| Элу предлагают 50000 долларов за разоблачение Джефферсона, который, как выяснилось, раньше был шпионом. |                   |                                            |                                    |                                     |                |
| 8.21 | 10 апреля, 1994   | Nooner or Nothing                          | Полдник или ничего                 | Нэнси Неуфелд Колэуэй               | Джерри Коэн    |
| Пэгги должна убедить Эла забежать с работы на «полдник», тогда она выиграет конкурс на радио. В это время Бад и Келли стоят в длинной очереди за билетами на концерт.                                                  |                   |                                            |                                    |                                     |                |
| 8.22 | 24 апреля, 1994   | Ride Scare                                 | Езда в панике                      | Нэнси Неуфелд Колэуэй               | Сэм У. Орендер |
| Эл с тремя девушками-моделями выбран на участие в кампании за чистоту города Чикаго. |                   |                                            |                                    |                                     |                |
| 8.23 | 1 мая, 1994       | The Legend of Ironhead Haynes              | Легенда о Хейнсе «Железная голова» | Кэтрин Грин                         | Джерри Коэн    |
| Эл теряет своё любимое место для парковки после оскорбления толстой женщины. Это приводит к тому, что общество «Нет женщинам» ищет духовного наставника в лице Хейнса «Железная голова», чтобы спросить у него совета. |                   |                                            |                                    |                                     |                |
| 8.24 | 8 мая, 1994       | Assault and Batteries                      | Препятствия и батарейки            | Дэвид Кастро                        | Сэм У. Орендер |
| Эл пытается купить батарейки, когда внезапно компьютерная система делает его заложником супермаркета. В это время Келли и Бад справляют день рождения Бака.                                                            |                   |                                            |                                    |                                     |                |
| 8.25 | 15 мая, 1994      | Al Goes Deep                               | Эл идет ко дну                     | Гарри Боурэн, Лори Ли-Госс          | Аманда Бирс    |
| Эл убеждает Джефферсона поставить деньги на футбольный матч, но звезда футбольной команды начинает встречаться с Келли и это мешает его тренировкам.                                                                   |                   |                                            |                                    |                                     |                |
| 8.26 | 22 мая, 1994      | Kelly Knows Something                      | Келли что-то знает                 | Эл Айдэкмэн                         | Аманда Бирс    |
| Эл учит Келли всему, что знает о спорте, чтобы она смогла принять участие в спортивной викторине. |                   |                                            |                                    |                                     |                |

### Сезон 9: сентябрь 1994— май 1995
Девятый сезон начинается представлением двух новых друзей Эла. Грифф и Айк работают вместе с Элом в обувном магазине Гарри. Стив появляется последние 2 раза в сериале. В этом сезоне заканчивается любимый сериал Эла «Psycho Dad», а Бад устраивается на работу, инструктором по вождению.
| № | Дата показа       | Оригинальное название                        | Русское название                             | Сценарий                     | Режиссёр       |
| --- | ----------------- | -------------------------------------------- | -------------------------------------------- | ---------------------------- | -------------- |
| 9.01 | 4 сентября, 1994  | Shoeway to Heaven                            | Обувной путь на небеса                       | Нэнси Стин, Карл Студэбейкер | Джерри Коэн    |
| Эл и Джефферсон находят коробки со старой обувью и переделывают магазин под тематику 70-х годов. Келли выпивает сыворотку правды и теряет способность лгать.                                                                                                  |                   |                                              |                                              |                              |                |
| 9.02 | 11 сентября, 1994 | Driving Mr. Boondy                           | Вождение мистера Бунди                       | Дональд Р. Бек               | Джерри Коэн    |
| Элу необходимо продлить срок действия прав… его инструктором по вождению оказывается Бад. |                   |                                              |                                              |                              |                |
| 9.03 | 18 сентября, 1994 | Kelly Breaks Out                             | Келли прорывается                            | Ларри Джекобсон              | Джерри Коэн    |
| Прыщ на лице Келли мешает ей сняться в рекламе пива. |                   |                                              |                                              |                              |                |
| 9.04 | 25 сентября, 1994 | Naughty but Niece                            | Непослушная племянница                       | Дэвид Кастро                 | Джерри Коэн    |
| Баду необходима тишина, чтобы подготовиться к экзамену, однако в итоге он проводит ночь с Амбер — племянницей Марси. |                   |                                              |                                              |                              |                |
| 9.05 | 2 октября, 1994   | Business Sucks, Part 1                       | Бизнес не ладится, Часть 1                   | Ричард Гурман                | Джерри Коэн    |
| Эл выгоняет из магазина покупательницу, кормящую ребёнка. Общество «Нет женщинам» устраивает ответный протест против Марси и её подруг. В это время авария на железной дороге задерживают возвращение Пегги.                                                  |                   |                                              |                                              |                              |                |
| 9.06 | 9 октября, 1994   | Business Still Sucks, Part 2                 | Бизнес все ещё не ладится, Часть 2           | Стэйси Липп                  | Джерри Коэн    |
| Эл переделывает магазин женской обуви в магазин мужской обуви в попытке отделаться от женщин. |                   |                                              |                                              |                              |                |
| 9.07 | 16 октября, 1994  | Dial «B» for Virgin                          | Набери «Б», чтобы поговорить с девственником | Вейн Кляйн                   | Аманда Бирс    |
| Бад устраивается на горячую линию девственников, но сталкивается с проблемами на работе. Эл и Пэгги спорят, какой фильм взять в прокате. |                   |                                              |                                              |                              |                |
| 9.08 | 23 октября, 1994  | Sleepless in Chicago                         | Неспящие в Чикаго                            | Кэтрин Грин                  | Кэтрин Грин    |
| Джефферсон покупает на аукционе куклу Барби за $800, чтобы подарить её Марси. Когда выясняется, что реальная стоимость куклы $50000, Эл соглашается подменить Джефферсона в постели с Марси, пока Джефферсон едет продавать куклу коллекционеру.              |                   |                                              |                                              |                              |                |
| 9.09 | 6 ноября, 1994    | No Pot to Pease In                           | Ни одного горшка для туалета                 | Джон Глэнн Хьюстон           | Джерри Коэн    |
| Келли идет на прослушивание на роль в новом ситкоме и рассказывает продюсерам слишком много о своей семье. Продюсеры создают ситком, основанный на образе жизни Банди.                                                                                        |                   |                                              |                                              |                              |                |
| 9.10 | 13 ноября, 1994   | Dud Bowl                                     | Поддельный кубок                             | Ким Вайскопф                 | Джерри Коэн    |
| Школа, в которой учился Эл, устраивает футбольный матч с соперничающей школой. |                   |                                              |                                              |                              |                |
| 9.11 | 27 ноября, 1994   | A Man for No Seasons                         | Мужчина не на все времена                    | Ким Вайскопф                 | Аманда Бирс    |
| Когда Главная Бейсбольная Лига объявляет забастовку, общество «Нет женщинам» организовывает свою лигу, спонсируемую хозяевами стриптиз-баров. |                   |                                              |                                              |                              |                |
| 9.12 | 11 декабря, 1994  | I Want My Psycho Dad, Part 1                 | Я хочу своего «Папу-психопата», часть 1      | Бэрри Голд                   | Джерри Коэн    |
| Общество Эла «Нет женщинам» устраивает забастовку по поводу отмены любимого сериала Эла «Папа-психопат». |                   |                                              |                                              |                              |                |
| 9.13 | 18 декабря, 1994  | I Want My Psycho Dad, Part 2                 | Я хочу своего «Папу-психопата», часть 2      | Дэвид Кастро                 | Джерри Коэн    |
| Благодаря Джефферсону Эл получает аудиенцию в Сенате США по поводу отмены сериала «Папа-психопат». |                   |                                              |                                              |                              |                |
| 9.14 | 8 января, 1995    | The Naked and the Dead, but Mostly the Naked | Голые и мертвые, но в большей мере голые     | Майкл Дж. Мой                | Сэм У. Орендер |
| Пэгги с подругами увязываются за мужьями в стриптиз-бар, чтобы выяснить, почему их мужчины проводят там так много времени. В это время Келли снимается в рекламе по сбрасыванию веса.                                                                         |                   |                                              |                                              |                              |                |
| 9.15 | 15 января, 1995   | Kelly Takes a Shot                           | Келли делает попытку                         | Эл Айдэкмэн                  | Аманда Бирс    |
| Келли должна научиться стрелять из лука, чтобы получить роль в рекламе. |                   |                                              |                                              |                              |                |
| S-16 | 5 февраля, 1995   | Best of Bundy                                | Лучшее из Банди                              | None                         | None           |
| Документальный специальный выпуск о снятых эпизодах. Джордж Плимтон рассказывает о сериале, находясь в декорациях «Женатых с детьми», чтобы зрители могли понять — это всего лишь декорации Голливуда, а не дом Банди.                                        |                   |                                              |                                              |                              |                |
| 9.17 | 5 февраля, 1995   | Get the Dodge Outta Hell                     | Достаньте додж из-под земли                  | Ларри Джекобсон              | Джерри Коэн    |
| На пути в округ Уинкер Банди останавливаются на автомойке, где их додж мистически исчезает. |                   |                                              |                                              |                              |                |
| 9.18 | 12 февраля, 1995  | 25 Years and What Do You Get?                | 25 лет, и что ты имеешь?                     | Дональд Р. Бек               | Сэм У. Орендер |
| У Эла неприятности из-за Бака, который закопал в саду подарок для Пэгги на годовщину свадьбы. |                   |                                              |                                              |                              |                |
| 9.19 | 19 февраля, 1995  | Ship Happens, Part 1                         | Суда случаются, часть 1                      | Мишель Дж. Волфф             | Джерри Коэн    |
| Банди и Дарси отправляются в круиз по Карибскому морю. |                   |                                              |                                              |                              |                |
| 9.20 | 26 февраля, 1995  | Ship Happens, Part 2                         | Суда случаются, часть 2                      | Кэтрин Грин                  | Джерри Коэн    |
| Круиз Банди и Дарси заканчивается, когда корабль тонет. |                   |                                              |                                              |                              |                |
| 9.21 | 12 марта, 1995    | Something Larry This Way Comes               | Что-то вроде Ларри приходит сюда             | Элисон Тайлор                | Аманда Бирс    |
| Эл в восторге, когда учитель Келли по актёрскому мастерству Ларри Сторч приходит в дом. |                   |                                              |                                              |                              |                |
| 9.22 | 26 марта, 1995    | And Bingo was Her Game-O                     | И Бинго было её игрой                        | Лори Ли-Госс, Гарри Боурэн   | Джерри Коэн    |
| Пэгги выигрывает в лотерею Бинго 10 000 долларов. В это время общество «Нет женщинам» выбирает своё официальное пиво. |                   |                                              |                                              |                              |                |
| 9.23 | 24 апреля, 1995   | User Friendly                                | Дружелюбный интерфейс                        | Расселл Маркус               | Сэм У. Орендер |
| Пока Эл с друзьями пытается выяснить, для чего служит обнаруженный выключатель у него в доме, Бад участвует в эксперименте по кибер сексу … с Амбер. |                   |                                              |                                              |                              |                |
| 9.24 | 30 апреля, 1995   | Pump Fiction                                 | Насосное чтиво                               | Ким Вайскопф, Дэвид Кастро   | Джерри Коэн    |
| Эл и Келли снимают короткометражный фильм об обуви, и получают 10 000 долларов на съёмки второго фильма. |                   |                                              |                                              |                              |                |
| S-25 | 30 апреля, 1995   | My Favorite Married                          | Мои любимые женатые                          | None                         | None           |
| Документальный специальный выпуск. Актёры сериала обсуждают их любимые эпизоды. |                   |                                              |                                              |                              |                |
| 9.26 | 7 мая, 1995       | Radio Free Trumaine                          | Свободное радио Трумейна                     | Ричард Гурман, Стэйси Липп   | Джерри Коэн    |
| В попытке авторов ввести в сериал параллельную сюжетную линию показана жизнь диджеев Оливера Коула и Марка Кэмпбелла на местной радиостанции в колледже Бада. Оливеру и Марку грозит отчисление за разглашение фактов из прошлой жизни декана — Стива Роадса. |                   |                                              |                                              |                              |                |
| 9.27 | 14 мая, 1995      | Shoeless Al                                  | Босой Эл                                     | Бутси                        | Аманда Бирс    |
| Эл не может носить обувь из-за своего подложного иска на торговый центр. |                   |                                              |                                              |                              |                |
| 9.28 | 21 мая, 1995      | The Undergraduate                            | Студент                                      | Фрэн И. Кауфер               | Аманда Бирс    |
| Двенадцатилетний мальчик, увлечённый Келли, заставляет её пойти с ним на школьную дискотеку. |                   |                                              |                                              |                              |                |

### Сезон 10: сентябрь 1995— май 1996
Десятый сезон рассказывает о смерти любимца семьи пса Бака и его реинкарнация в нового пса семьи Банди Лакки (Счастливчик). Также в этом сезоне впервые упоминаются отец Пегги — Эфрам (англ. Ephraim), его сыграл Тим Конвей, и её мать.
| № | Дата показа       | Оригинальное название                             | Русское название                                | Сценарий                                   | Режиссёр       |
| --- | ----------------- | ------------------------------------------------- | ----------------------------------------------- | ------------------------------------------ | -------------- |
| 10.01 | 17 сентября, 1995 | Guess Who’s Coming to Breakfast, Lunch and Dinner | Угадайте, кто ожидается на завтрак, обед и ужин | Расселл Маркус                             | Джерри Коэн    |
| Эл радуется, когда Бад решает съехать, однако разочаровывается, когда Бад возвращается в семью, и приходит в ужас, когда мать Пэгги приезжает пожить после размолвки с отцом Пегги. |                   |                                                   |                                                 |                                            |                |
| 10.02 | 24 сентября, 1995 | A Shoe Room with a View                           | Обувная комната с видом                         | Ричард Гурман, Стэйси Липп                 | Джерри Коэн    |
| Эл убеждает студию аэробики открыть зал в соседнем магазине, после чего проделывает в стене дырки для подглядывания, но все занимающиеся аэробикой оказываются толстухами. |                   |                                                   |                                                 |                                            |                |
| 10.03 | 1 октября, 1995   | Requiem for a Dead Briard                         | Реквием по мертвому бриару                      | Майкл Дж. Мой                              | Джерри Коэн    |
| Бак умирает и семья пытается найти выход из ситуации. |                   |                                                   |                                                 |                                            |                |
| 10.04 | 8 октября, 1995   | Reverend Al                                       | Преподобный Эл                                  | Ким Вайскопф                               | Джерри Коэн    |
| Чтобы избежать уплаты налога на пиво, Эл становится проповедником в церкви, созданной обществом «Нет женщинам». |                   |                                                   |                                                 |                                            |                |
| 10.05 | 15 октября, 1995  | How Bleen was My Kelly                            | Как чудодейственна была моя Келли               | Дэниел О’Киф                               | Аманда Бирс    |
| Во время подготовки к роли ученой Келли проводит лабораторные опыты и создаёт новый цвет «bleen». Эл обнаруживает, что полученное вещество помогает расти волосам. |                   |                                                   |                                                 |                                            |                |
| 10.06 | 22 октября, 1995  | The Weaker Sex                                    | Слабый пол                                      | Двора Инвуд                                | Аманда Бирс    |
| Эл заявляет, что считает женщин слабыми, и тогда Пэгги и Марси отправляются на курсы самообороны. В результате журналисты называют Эла слабаком, когда Пэгги даёт отпор воришке, пытавшемуся украсть у Эла кошелек. |                   |                                                   |                                                 |                                            |                |
| 10.07 | 29 октября, 1995  | Flight of the Bumblebee                           | Полёт шмеля                                     | Кэвин Браун мл.                            | Джерри Коэн    |
| Чтобы вступить в общество «Нет женщинам», Баду необходимо сфотографироваться со знаменитым рестлером Кинг-Конгом Банди. |                   |                                                   |                                                 |                                            |                |
| 10.08 | 5 ноября, 1995    | Blond and Blonder                                 | Белокурый и ещё белокурее                       | Стэйси Липп, Ричард Гурман                 | Джерри Коэн    |
| На встрече одноклассников Келли и её подруги соревнуются за внимание богатого одноклассника, которого Келли дразнила в школе. В это время, банк Марси проводит кампанию «Оружие как игрушка». |                   |                                                   |                                                 |                                            |                |
| 10.09 | 19 ноября, 1995   | The Two That Got Away                             | Те двое, что скрылись                           | Эл Айдэкмэн                                | Аманда Бирс    |
| Охотничий домик Эла и Джефферсона занимает известная актриса. Джефферсон планирует отомстить, и к их удаче они обнаруживают, что случайно сфотографировали ли эту актрису обнажённой. Келли и Бад пытаются застваить Лаки принять участие в рекламе собачьей еды.                                                        |                   |                                                   |                                                 |                                            |                |
| 10.10 | 26 ноября, 1995   | Dud Bowl II                                       | Поддельный кубок, 2                             | Ким Вайскопф                               | Джерри Коэн    |
| Марси пытается помешать руководству своего банка, который хочет установить табло в школе Полк, посвящённое … Элу. |                   |                                                   |                                                 |                                            |                |
| S-11 | 26 ноября, 1995   | Al Bundy’s Sports Spectacular                     | Спортивные зрелища Эла Банди                    | Нет                                        | Нет            |
| Документальный специальный выпуск. Рой Файерстоун показывает отрывки из сериала, посвящённые спорту. |                   |                                                   |                                                 |                                            |                |
| 10.12 | 3 декабря, 1995   | Bearly Men                                        | Охотники на медведя                             | Расселл Маркус                             | Джерри Коэн    |
| Эл и Бад отправляются на охоту с отцом Пегги, чтобы убедить его вернуться к матери Пегги. |                   |                                                   |                                                 |                                            |                |
| 10.13 | 10 декабря, 1995  | Love Conquers Al                                  | Любовь победит Эла                              | Пол Корригэн, Брэд Волш                    | Джерри Коэн    |
| Эл, Пэгги и её родители отправляются в лагерь для супружеских пар, чтобы помирить родителей Пегги. В это время парень Келли Карлос соглашается пойти с ней на свидание, только если Бад развлечет в это время его сестру.                                                                                                |                   |                                                   |                                                 |                                            |                |
| 10.14 | 17 декабря, 1995  | I Can’t Believe It’s Butter                       | Не могу поверить, что это масло                 | Скотт Зимблер, Joel Valentincic            | Сэм У. Орендер |
| Друзья Эла увлекаются звонками девушке в секс по телефону, и в частности девушке по кличке «Масло». Эл узнаёт, что «Масло» — это мать Пегги. |                   |                                                   |                                                 |                                            |                |
| 10.15 | 7 января, 1996    | The Hood, The Bud and the Kelly, Part 1           | Мафия, Бад и Келли, часть 1                     | Давора Инвуд                               | Джерри Коэн    |
| Бад берёт взаймы деньги у бандитов на съёмки аэробики с участием Келли. Но Келли ссорится с танцором-мужчиной, и банда обещает убить Бада, если он не закончит съёмки. В это время, Эл и Джефферсон пытаются установить спутниковую тарелку.                                                                             |                   |                                                   |                                                 |                                            |                |
| 10.16 | 14 января, 1996   | The Hood, The Bud and the Kelly, Part 2           | Мафия, Бад и Келли, часть 2                     | Дэниел О’Киф                               | Джерри Коэн    |
| Бад должен закончить съёмки видео к 5 часам, однако Келли все ещё дерется с другим участником видео. В это время Пэгги и Марси думают, что Эл и Джефферсон не могут установить спутниковую антенну, но на самом деле мужья просто прячутся на крыше от своих жен.                                                        |                   |                                                   |                                                 |                                            |                |
| 10.17 | 4 февраля, 1996   | Calendar Girl                                     | Девушка с календаря                             | Фрэн И. Кауфер                             | Аманда Бирс    |
| Эл убеждает Бада сделать календарь с красивыми девушками, чтобы победить в конкурсе между учениками. |                   |                                                   |                                                 |                                            |                |
| 10.18 | 11 февраля, 1996  | The Agony and the Extra C                         | Проявление чувств и дополнительная буква «С»    | Джимми Алак, Джим Кэлли                    | Сэм У. Орендер |
| На годовщину свадьбы Джефферсон планирует удивить Марси, сделав татуировку с её именем. Но тату-мастер по ошибке выводит «Я люблю Мари». |                   |                                                   |                                                 |                                            |                |
| 10.19 | 18 февраля, 1996  | Spring Break, Part 1                              | Весенние каникулы, часть 1                      | Ким Вайскопф                               | Джерри Коэн    |
| Во время весенних каникул Келли с подругами соблазняют Бада и его друзей и выманивают у них путёвки в Форт Лодердейл. Эл, Джефферсон и Гриф едут в Форт Лодердейл, чтобы судить конкурс бикини. Марси видит Джефферсона и Эла по телевизору, и вместе с Бадом и его друзьями решает возглавить поездку в Форт Лодердейл. |                   |                                                   |                                                 |                                            |                |
| 10.20 | 26 февраля, 1996  | Spring Break, Part 2                              | Весенние каникулы, часть 2                      | Кэлвин Браун мл.                           | Джерри Коэн    |
| Когда Эл выясняет, что главный приз в конкурсе бикини — 100000 долларов, он вводит в конкурс Келли и становится вместе с Грифом судьёй, чтобы выбрать Келли победительницей. Марси, Бад и его друзья наконец добираются до Форта Лодердейл и Марси пытается разрушить планы Эла.                                         |                   |                                                   |                                                 |                                            |                |
| 10.21 | 17 марта, 1996    | Turning Japanese                                  | Превращение в японцев                           | Фрэн И. Кауфер                             | Сэм У. Орендер |
| Марси пытается убедить Эла продать додж её боссу-японцу, большому ценителю старых американских машин. |                   |                                                   |                                                 |                                            |                |
| 10.22 | 24 марта, 1996    | Al Goes to the Dogs                               | Крушение надежд Эла                             | Лори Ли-Госс, Гарри Боурэн                 | Сэм У. Орендер |
| Постройка Элом собачьей будки для Лаки то и дело прерывается из-за придирок инспектора, нанятого Марси. |                   |                                                   |                                                 |                                            |                |
| 10.23 | 14 апреля, 1996   | Enemies                                           | Враги                                           | Ричард Гурман, Стэйси Липп, Расселл Маркус | Джерри Коэн    |
| Очередная попытка авторов ввести параллельную сюжетную линию. Келли оказывается разлучницей любящей пары. |                   |                                                   |                                                 |                                            |                |
| 10.24 | 28 апреля, 1996   | Bud Hits the Books                                | Бад учится                                      | Стэйси Липп                                | Сэм У. Орендер |
| Секс мешает Баду сосредоточиться на подготовке к экзаменам и ему грозит отчисление, когда его подлавливают на интересном занятии в школьной библиотеке. |                   |                                                   |                                                 |                                            |                |
| 10.25 | 5 мая, 1996       | Kiss of the Coffee Woman                          | Поцелуй кофейной женщины                        | Тодд Ньюмэн                                | Сэм У. Орендер |
| Эл и Марси разгневаны, когда узнают, что Келли и Джефферсону придется поцеловаться на съёмках рекламы кофе. |                   |                                                   |                                                 |                                            |                |
| 10.26 | 19 мая, 1996      | Torch Song Duet                                   | Дуэт о несчастной любви                         | Донелл К. Бак                              | Джерри Коэн    |
| Эл помогает Грифу выиграть путёвку в Атланту на Олимпийские игры, отвечая на вопросы викторины по радио. |                   |                                                   |                                                 |                                            |                |
| 10.27 | 26 мая, 1996      | The Joke’s On Al                                  | Шутка над Элом                                  | Кэлвин Браун мл.                           | Джерри Коэн    |
| Давняя подруга Пэгги приезжает, чтобы соблазнить Эла. Эл ей подыгрывает, так как думает, что это грубая шутка Джефферсона. |                   |                                                   |                                                 |                                            |                |

### Сезон 11: сентябрь 1996—июнь 1997
Одиннадцатый сезон стал последним в телесериала «Женаты... с детьми». После того, как телекомпания Fox несколько раз изменяла время показа шоу на ТВ, в течение сезона, рейтинг телесериала сильно пострадал. Несмотря на закрытие сериала, специального финального эпизода сделано не было, и 9 июня 1997 года сериал был закрыт последним эпизодом одиннадцатого сезона.
| № | Дата показа       | Оригинальное название             | Русское название                      | Сценарий                                                             | Режиссёр        |
| --- | ----------------- | --------------------------------- | ------------------------------------- | -------------------------------------------------------------------- | --------------- |
| 11.01 | 28 сентября, 1996 | Twisted                           | Ураганные                             | Ричард Гурман                                                        | Джерри Коэн     |
| Соседи находят убежище от урагана в доме Банди. Но потом выясняется, что Пегги и Марси возбуждает ураган. Эл и Джефферсон находят секретный портал. |                   |                                   |                                       |                                                                      |                 |
| 11.02 | 5 октября, 1996   | Children of the Corns             | Дети кукурузы                         | Мэттью Берри, Эрик Абрамз                                            | Аманда Бирс     |
| Эл и Гриф шантажируют хозяйку магазина Гэри, обнаружив, что продаваемая обувь производится детьми в эксплуататорских условиях. В это время Пэгги выигрывает микроволновку и пытается её спрятать от Эла.                                                                          |                   |                                   |                                       |                                                                      |                 |
| 11.03 | 12 октября, 1996  | Kelly’s Gotta Habit               | Келли приобретает привычку            | Лори Ли-Госс, Гарри Боурэн                                           | Аманда Бирс     |
| Келли обязана соблюдать мораль по контракту, чтобы получить роль монашки в рекламе. В это время Эл принимает участие в ТВ-шоу «Копы» в качестве напарника своего друга офицера Дэна.                                                                                              |                   |                                   |                                       |                                                                      |                 |
| 11.04 | 10 ноября, 1996   | Requiem for a Chevyweight: Part 1 | Реквием по тяжеловесу: часть 1        | Стив Фабер, Боб Фишер                                                | Джерри Коэн     |
| У Эла ломается Додж, и он отправляет семью на поиски насоса для подачи горючего. В это время он вспоминает о хороших деньках, проведённых с Доджем. |                   |                                   |                                       |                                                                      |                 |
| 11.05 | 17 ноября, 1996   | Requiem for a Chevyweight: Part 2 | Реквием по тяжеловесу: часть 2        | Расселл Маркус                                                       | Аманда Бирс     |
| Эл хоронит Додж и арендует новую спортивную машину. В это время Пэгги выкапывает Додж, чтобы продать его. |                   |                                   |                                       |                                                                      |                 |
| 11.06 | 24 ноября, 1996   | A Bundy Thanksgiving              | День благодарения у Банди             | Винс Чунг, Боб Монтанио                                              | Аманда Бирс     |
| Эл отправляется за пирогом к тетушке, но выясняется, что она умерла. |                   |                                   |                                       |                                                                      |                 |
| 11.07 | 1 декабря, 1996   | The Juggs Have Left the Building  | Сиськи уехали из дома                 | Винс Чунг, Бэн Монтанио                                              | Джерри Коэн     |
| На отдыхе в Миссури Пэгги и Келли принимают участие в песенном конкурсе. |                   |                                   |                                       |                                                                      |                 |
| 11.08 | 22 декабря, 1996  | God Help Ye Merry Bundymen        | Бог поможет тебе выйти замуж за Банди | Стив Фабер, Боб Фишер                                                | Аманда Бирс     |
| Эл и Грифа увольняют прямо в рождественские праздники, и они вынуждены подрабатывать кем попало в торговом центре. В это время Келли и Бад крадут библейские фигуры из Рождественской сценки Дарси, а Пэгги тоже решает принять участие в Рождественском конкурсе между соседями. |                   |                                   |                                       |                                                                      |                 |
| 11.09 | 29 декабря, 1996  | Crimes Against Obesity            | Преступления против ожирения          | Расселл Маркус                                                       | Аманда Бирс     |
| Полные женщины подают на Эла в суд за то, что он их когда-то оскорбил, и устраивают разбирательство в обувном магазине. В это время Келли и Бад раскрашивают окна машины Эла в качестве подарка к дню рождения.                                                                   |                   |                                   |                                       |                                                                      |                 |
| 11.10 | 6 января, 1997    | The Stepford Peg                  | Степфордская Пэгги                    | Вэлери Эхерн, Кристиан МакЛафлин                                     | Аманда Бирс     |
| Пэгги впадает в амнезию, и Эл превращает её в превосходную жену. Это радует всех, кроме Марси. |                   |                                   |                                       |                                                                      |                 |
| 11.11 | 13 января, 1997   | Bud on the Side                   | Бад побоку                            | Вэлери Эхерн, Кристиан МакЛафлин                                     | Сэм У. Орендер  |
| Эл советует Баду понизить требования к женским стандартам, и Бад начинает встречаться с боссом Эла Гэри. |                   |                                   |                                       |                                                                      |                 |
| 11.12 | 20 января, 1997   | Grime and Punishment              | Грязь и наказание                     | Стив Фабер, Боб Фишер                                                | Сэм У. Орендер  |
| Бад просит Эла сделать ремонт в подвале и Эл начинает брать с него арендную плату. Когда Эл отказывается делать ремонт, Бад вызывает инспектора. Инспектор признаёт подвал непригодным для проживания и заставляет Эла в нём жить.                                                |                   |                                   |                                       |                                                                      |                 |
| 11.13 | 27 января, 1997   | T*R*A*S*H                         | Мусор                                 | Терри Малони Хейли, Мелинда Моргенстерн, Тодд Ньюмэн, Дэвид Фаустино | Аманда Бирс     |
| Чтобы регулярно питаться, Эл и Гриф отправляются служить в армию, но все заканчивается забастовкой мусорщиков. |                   |                                   |                                       |                                                                      |                 |
| 11.14 | 24 февраля, 1997  | Breaking up is Easy to Do, Part 1 | Расставаться — это просто, часть 1    | Эрик Абрамз, Мэттью Берри                                            | Марк К. Сэмюэлс |
| После посещения консультанта по бракам Эл и Пэгги расстаются. Келли должна научиться боксировать, чтобы получить роль в фильме. |                   |                                   |                                       |                                                                      |                 |
| 11.15 | 24 февраля, 1997  | Breaking up is Easy to Do, Part 2 | Расставаться — это просто, часть 2    | Расселл Маркус                                                       | Джерри Коэн     |
| Эл переезжает в комнату рядом с аэропортом. В это время Пэгги находит нового ухажёра. |                   |                                   |                                       |                                                                      |                 |
| 11.16 | 3 марта, 1997     | Breaking up is Easy to Do, Part 3 | Расставаться — это просто, часть 3    | Расселл Маркус                                                       | Джерри Коэн     |
| Келли и Бад понимают, что новый ухажёр Пэгги заставит их трудиться, если женится на ней. |                   |                                   |                                       |                                                                      |                 |
| 11.17 | 10 марта, 1997    | Live Nude Peg                     | Живая обнажённая Пэгги                | Мэттью Берри, Эрик Абрамз                                            | Аманда Бирс     |
| Замаскировавшись, Пэгги становится танцовщицей в стриптиз-баре. Эл обожает её, не догадываясь, что это Пегги. |                   |                                   |                                       |                                                                      |                 |
| 11.18 | 17 марта, 1997    | A Babe in Toyland                 | Ребёнок в стране игрушек              | Вэлери Эхерн, Кристиан МакЛафлин                                     | Джерри Коэн     |
| Келли появляется в детском шоу на телевидении, и в результате становится его ведущей. Эл и Пэгги спят на разных односпальных кроватях. |                   |                                   |                                       |                                                                      |                 |
| 11.19 | 31 марта, 1997    | Birthday Boy Toy                  | День рождения альфонса                | Терри Малони Хейли, Мелинда Моргенстерн                              | Джерри Коэн     |
| Марси достаёт Джефферсону членство в клубе здоровья, и он становится звездой. В это время Эл и Келли снимаются в рекламе обувного магазина под руководством Бада. |                   |                                   |                                       |                                                                      |                 |
| 11.20 | 10 апреля, 1997   | Damn Bundys                       | Проклятые Банди                       | Бэн Монтанио, Винс Чунг                                              | Ричард Коттрелл |
| Эл заключает соглашение с дьяволом и становится участником спортивной команды Чикагских медведей. |                   |                                   |                                       |                                                                      |                 |
| 11.21 | 28 апреля, 1997   | Lez Be Friends                    | Лесбийские друзья                     | Памела Иллз                                                          | Джерри Коэн     |
| Марси становится завистливой, когда к ней приезжает погостить её кузина-лесбиянка. |                   |                                   |                                       |                                                                      |                 |
| 11.22 | 5 мая, 1997       | The Desperate Half-Hour, Part 1   | Отчаянные полчаса                     | Вэлери Эхерн, Кристиан МакЛафлин                                     | Джерри Коэн     |
| Подруга Бада по переписке выходит из тюрьмы и со своим бойфрендом заявляется в дом Банди, где делает всю семью заложниками. Но Келли влюбляется в её бойфренда. |                   |                                   |                                       |                                                                      |                 |
| 11.23 | 5 мая, 1997       | How to Marry a Moron, Part 2      | Как выйти замуж за идиота             | Бэн Монтанио, Винс Чунг                                              | Джерри Коэн     |
| За пару часов до свадьбы Келли Эл выясняет, что кавалер Келли испытывает страсть к другой женщине. Так как Келли его дочь, то это вызывает у Эла негодование. |                   |                                   |                                       |                                                                      |                 |
| 11.24 | 9 июня, 1997      | Chicago Shoe Exchange             | Чикагский обувной обмен               | Мэттью Берри, Эрик Абрамз                                            | Марк К. Сэмюэлс |
| Эл и Гриф устраивают бартерный обмен, чтобы достать массажное кресло. В это время Келли делает массаж Баду. |                   |                                   |                                       |                                                                      |                 |

### Спецвыпуски
| Дата показа | Оригинальное название                               | Русское название                               | Телеканал             |
| --- | --------------------------------------------------- | ---------------------------------------------- | --------------------- |
| 12 декабря, 1986 | Unaired Pilot                                       | Не показанный Пилот                            | Не показан            |
| Не показанный первый пилотный эпизод телесериала. |                                                     |                                                |                       |
| 1 января, 1998 | Bundymania                                          | Бандимания                                     | Pro 7                 |
| Bundymania это специальный выпуск, продолжительностью 3 часа 45 минут, созданный Немецким каналом Pro 7. Этот спецвыпуск включал в себя интервью с Дэвидом Фаустино, Кристиной Эпплгейт, Тедом МакГинли, Стивеном Ритти , Амандой Бирс и Эдом О'Ниллом. |                                                     |                                                |                       |
| 26 августа, 2001 | Married… with Children: The E! True Hollywood Story | Реальные истории Голливуда: «Женаты… с детьми» | E!                    |
| Документальный фильм из цикла «Реальные истории Голливуда», посвящённый телесериалу «Женаты… с детьми». |                                                     |                                                |                       |
| 20 августа, 2002 | The Rerun Show                                      | Женаты… с детьми: ПЕРЕЗАПУСК                   | NBC                   |
| Пародийный ремейк на 5 и 17 серии 5 сезона «Женаты… с детьми». |                                                     |                                                |                       |
| 16 февраля, 2003 | Married… with Children Reunion                      | Женаты с детьми — воссоединение                | Fox                   |
| В 42-минутном специальном выпуске актёры сериала — Эд О'Нилл, Кэти Сагал, Кристина Эпплгейт, Дэвид Фаустино, Дэвид Гаррисон, Тед МакГинли, Аманда Бирс — собираются в декорациях «Женаты с детьми». Они делятся лучшими воспоминаниями о съёмках шоу, все это сопровождается показом некоторых эпизодов из сериала. Мы видим зарисовки из жизни ленивой Пэгги как матери и домохозяйки. Удручающую сексуальную жизнь Пэгги и Эла. Детское соперничество между Бадом и Келли. Глупость Келли и её образ развязной девчонки. Странную сексуальную жизнь Бада. Неудавшуюся жизнь Эла с его забытой школьной славой, футбольными рассказами, жизнью в обувном магазине, его отцовскими чувствами и странной философией. И, наконец, показываются любимые моменты из сериала. |                                                     |                                                |                       |
| 14 июля, 2010 | BIOGRAPHY MARRIED WITH CHILDREN                     | Биография «Женаты с детьми»                    | The Biography Channel |
| 45-минутный документальный фильм, посвящённый телесериалу «Женаты… с детьми». |                                                     |                                                |                       |